# Рубіжне
Рубі́жне (МФА: [ruˈbʲiʒn̪e] ( прослухати)) — місто в Сіверськодонецькому районі Луганської області, центр Рубіжанської міської громади. Спочатку селище, з 1934 року місто (районний центр), а з 1940 року місто обласного підпорядкування. Розташоване на лівому березі річки Сіверський Донець поряд з містами Сіверськодонецьк і Лисичанськ. Протяжність міста з півночі на південь — 8,5 км, з заходу на схід — 6 км. Рельєф спокійний. Абсолютні позначки поверхні коливаються від 50 до 90 метрів над рівнем моря. Відстань до Луганська 120 км. Центр хімічної, целюлозно-паперової промисловості.
Влітку 2014 місто перебувало в зоні АТО. У вересні 2014 до міста евакуйовано Луганський державний медичний університет.
Під час повномасштабної російської навали було зруйноване та з 12 травня 2022 року тимчасово окуповане.

## Населення
Станом на 1 січня 2018 року наявне населення склало 57 763 особи, а постійне — 58 022 особи.

### Національний склад
Національний склад населення за даними перепису 2001 року:
| Національність  | Відсоток |
| --------------- | -------- |
| українці        | 66,34%   |
| росіяни         | 31,35%   |
| білоруси        | 0,74%    |
| вірмени         | 0,38%    |
| татари          | 0,11%    |
| інші/не вказали | 1,08%    |

### Мовний склад
Рідна мова населення за даними перепису 2001 року:
| Мова            | Чисельність, осіб | Доля   |
| --------------- | ----------------- | ------ |
| Російська       | 39 374            | 60,05% |
| Українська      | 25 534            | 38,95% |
| Вірменська      | 180               | 0,27%  |
| Білоруська      | 108               | 0,17%  |
| Румунська       | 21                | 0,03%  |
| Інші/Не вказали | 347               | 0,53%  |
| Разом           | 65 564            | 100%   |

### Динаміка
- 1959 — 35,1 тис. осіб;
- 1970 — 58,3 тис. осіб;
- 1979 — 65,7 тис. осіб;
- 1989 — 74 тис. осіб;
- 1993 — 75,6 тис. осіб;
- 2001 — 65,3 тис. осіб;
- 2012 — 60,1 тис. осіб.
- 2018 — 57,7 тис. осіб.

### Рух населення
За 2017 рік:
- кількість народжених (осіб) — 358;
- кількість померлих (осіб) — 876;
- природний приріст — −518;

### Міграційний рух
За 2017 рік:
- число прибулих — 266;
- число вибулих — 567;
- приріст — −301.

## Назва
Назва була перенесена з однойменного села, що лежало поблизу. Найменування села від рубіж. Засноване поселення запорожцями як застава від набігів татар на рубежі (кордоні) Слобідської України та «Дикого поля». Проте цей переніс відбувся не прямо, а за рахунок посередництва. Так, мешканці села Рубіжне будували ділянку залізниці від Лисичанська до Кремінної. Під час її спорудження вони віднайшли піщаний кар'єр, який назвали рубіжанським. Згодом біля цього місця з'явилася станція, що взяла назву Рубіжна. І вже ця назва перейшла на населений пункт.

## Історія

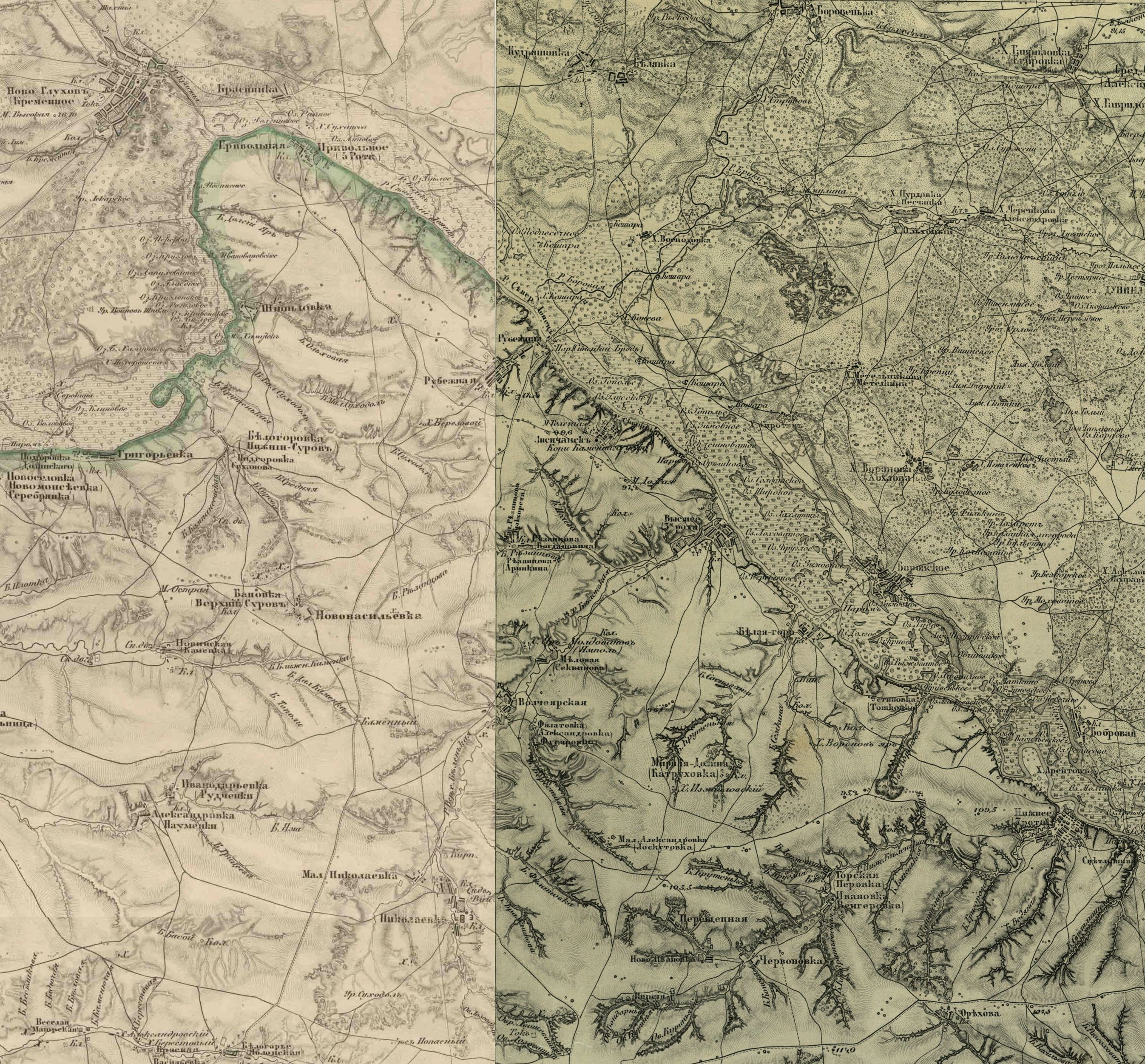
Округа Рубіжного та Лисичанську на мапі Шуберта

### Заснування
В результаті пошукових робіт аматорів-археологів міського Товариства охорони пам'ятників історії культури було виявлено більше ніж десяти стоянок палеолітичного і мезолітичного часу. На околицях міста знайдені дві неолітичні стоянки.
Заснування міста напряму пов'язане з будівництвом залізниці Лисичанськ-Куп'янськ у 1894—1895 рр. Залізниця довжиною 124,84 км була прокладена за 1,5 роки. 17 грудня 1895 року по ній почали рухатися потяги. Роз'їзд на лівому березі Сіверського Дінця отримав назву поблизу розташованого правобережного села Рубіжне, мешканці якого будували ділянку залізниці від Сіверського Дінця до Кремінної. В час будівництва роз'їзду був відкритий великий піщаний кар'єр, який називався Рубіжанським. У 1898 році була збудована друга колія залізниці, роз'їзд став розширений і у 1900 році перетворений у вантажний пункт піску та виробів з нього. У 1904 році Рубіжне стає залізничною станцією.

### Російська імперія
Будівництво селища «Руско-краска» (у майбутньому м. Рубіжне) стало результатом розвитку в нашому регіоні анілінобарвникової промисловості. Початок у 1914 році Першої світової війни перешкодило імпорту барвників з Німеччини в Росію. Це вдарило по фабрикантам—текстильникам. У Москві заснували товариство хімічного барвникового виробництва «Руско-краска», яке ухвалило рішення про будівництво заводу в межах станції Рубіжне. Головну роль у виборі місця відіграла близькість джерел сировини, палива та води. Питання транспортування вирішила залізниця. Тут же був дешевий будівельний матеріал: крейда, вапняк та пісок. Робоча сила надходила до станції з околишніх сіл у пошуках заробітку. Місцевий землевласник Мартиненко дешево продав акціонерному товариству 1840 десятин неродючої землі. 17 липня 1915 року на відстані півкілометра від залізничної станції почалося будівництво заводу «Руско-краска». На будівництві працювали сотні чоловіків з підводами з Боровеньківської та інших волостей Старобільського повіту Харківської губернії. Обладнання завозили з Риги, Ревеля, Катеринослава та інших міст. Разом з заводом було закладені перші житлові будинки. Поряд з заводом «Руско-краска» будувався завод акціонерного товариства «Коксобензол». Російське товариство для виробництва та продажу пороху будувало цехи заводу вибухових речовин (тепер казенний хімзавод «Зоря»). Народження трьох заводів «Руско-краска», «Коксобензол» і «Вибухових речовин» знаменувало появу в Росії нової галузі промисловості.
У 1916 р. у Рубіжному мешкало 3 тис. ос. В будинку барачного типу знаходилась двокласна школа, де навчалося 50 дітей. З розширенням будівництва підприємств зростало і розвивалося селище. На пісках не тільки будувалися дома, а й насаджувалися дерева, при тому що ґрунт приходилось завозити з далеку. Розширявся селищний пункт, зростав його індустріальний потенціал. У квітні 1930 р. у зв'язку з появою Рубіжанського району селище «Руско-краска» було перейменоване у місто Рубіжне, яке стало його центром. У 1934 році державний житловий фонд становив 48,0 тис. м² жилої площі. А в 1940 році житловий фонд зріс до 120,0 тис. м² і в Рубіжному проживало 21,9 тис. осіб. Містом обласного підпорядкування Рубіжне стало 10 серпня 1940 року.

### Українські визвольні змагання
Перша світова війна, а також посилення експлуатації з боку власників заводів, які прагнули якомога більше нажитися на військових постачаннях, сприяли невдоволенню робітників. У січні 1917 року на підприємстві спалахнув страйк. Робочі вимагали збільшення заробітної плати на 10 % і домоглися цієї надбавки. З піднесенням зустріли трудящі звістку про перемогу Лютневої революції і повалення «самодержавства». У цехах відбулися мітинги, на яких зачитували маніфест РСДРП (б) «До всіх громадян Росії». 9 жовтня 1917 року на загальних зборах робочих «Руско-Краски» і «Коксобензола» був створений більшовицький осередок, що об'єднав комуністів обох підприємств. Головою його обрали Р. Медведського.
Після жорстокого бою більшовиків з українськими та союзними військами в районі Сватової Лучки 17 квітня 1918 року частини Червоної Армії відступили до Лисичанська. Загін робочих селища влився до складу 5-ї армії, командувачем якої був призначений Ворошилов. Німецько-українські війська звільнили станцію Рубіжне і селище. У зв'язку з початком революції в Німеччині німецьке командування в листопаді 1918 року почало виводити свої війська з України. Відступили німці й з селища Руско-Краска. Проте його відразу ж захопили білокозаки генерала Краснова. 15 грудня 1918 року частини Червоної Армії знову захопили поселення. 14 березня 1919 року завод «Руско-Краска» був націоналізований. Робочі приступили до відновлення підприємства. Однак наступ денікінських військ на Донбас перервав цю роботу. Згодом Рубіжне повторно і остаточно опинився під радянською окупацією.

### Радянський період
У ранній період СРСР населений пункт входить до складу новоствореної Луганської області. Активно розвивається промисловість.
В часи Другої світової війни сотні городян поповнили військові частини, що формувалися на Донбасі. Партійна організація, дирекція хімічного комбінату керували перебудовою роботи підприємства для випуску оборонної продукції. Коли в жовтні 1941 року фронт наблизився до Рубіжного, хіміки почали демонтаж устаткування. 10 липня 1942 року Рубіжне захопили німецькі війська. Протягом шести з половиною місяців гітлерівці бешкетували в місті. Будівлю однієї з електропідстанцій хімічного комбінату німці перетворили на в'язницю. Біля її стін часто чулися постріли. Гітлерівці заарештовували і розстрілювали активістів, що залишилися в місті. Близько 50 вихідців із Рубіжного стали бійцями Слов'янського партизанського загону під командуванням М. І. Карнаухова, який діяв на території Донецької та Луганської областей. 31 січня 1943 року радянські підрозділи 124-го гвардійського стрілецького полку 41-й гвардійської стрілецької дивізії під командуванням генерал-майора Н. П. Іванова, подолавши опір німців, витіснили їх з міста.
По закінченню війни інфраструктура Рубіжного зазнала серйозних руйнувань. У 1948 році відновив діяльність Рубіжанський філіал Всесоюзного науково-дослідницького інституту органічних продуктів і барвників, колектив якого зробив значний доробок у розширення асортименту й поліпшення якості продукції хімкомбінату. У тому ж році почала працювати Рубіжанська філія Державного інституту з проектування підприємств анілінобарвної промисловості «Гипроанилкраска».
У травні 1960 року був організований трест «Рубіжанськийхімбуд». Він мав сім будівельних управлінь. З часу створення по 1975 рік включно обсяг виконаних трестом будівельно-монтажних робіт збільшився у 1,8 рази та обчислювався у 310 млн. руб. (70 % цих робіт становили об'єкти хімічної промисловості).
Якщо у 1951 році було п'ять загальноосвітніх шкіл з 4115 учнями, то в 1975 році — вже 11 шкіл, у тому числі дві школи-інтернатів. Чисельність учнів у них становила 9230, а вчителів — 444.

### Незалежна Україна

#### Кінець XX — початок XXI століття
З 24 серпня 1991 року Рубіжне входить до складу незалежної України.
У травні 1995 року Кабінет Міністрів України затвердив рішення про приватизацію АТП-10917, картонно-пакувального заводу, хімічного заводу, а також інституту хімічної технології та промислової екології, розташованого в місті.
Станом на 1 січня 2011 року населення міста складало близько 61 000 осіб.
У липні 2015 року в Рубіжному пофарбували пам'ятник Леніну. Того ж місяця, в межах декомунізації пам'ятник було демонтовано.
У 2020 році після адміністративної реформи Рубіжне увійшло до складу новоствореного Сєвєродонецького (Сіверськодонецького) району та стало центром Рубіжанської територіальної громади. Того ж року місто потерпає від пандемії COVID-19.

#### Російсько-українська війна

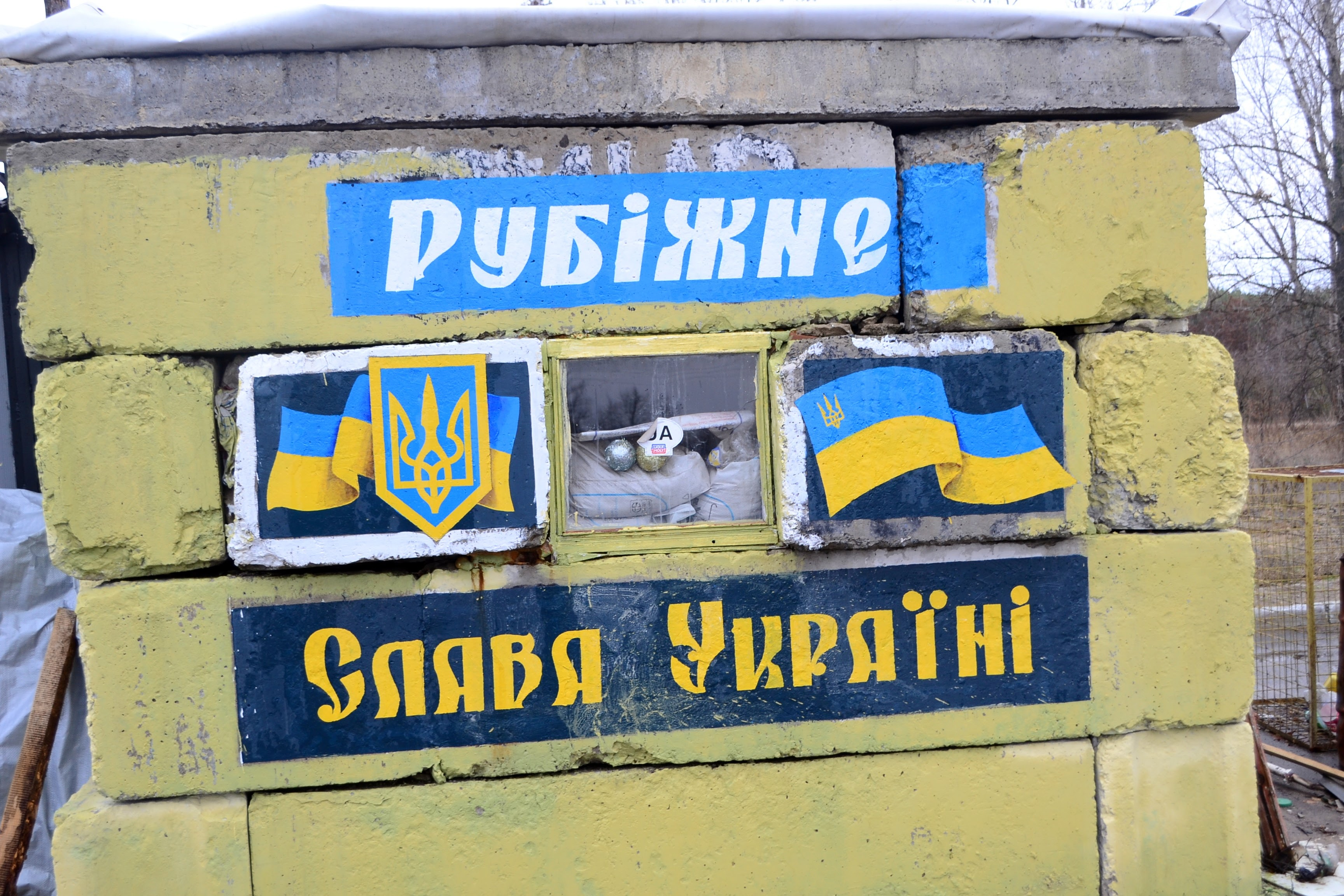
Блокпост 2015

22 травня 2014 року в ході бою з проросійськими бойовиками підрозділ капітана Ярослава Миронова прямував на підмогу військовим, що потрапили у засідку. У бою було підбито українську військову техніку, загинуло 3 вояки — Сергій Ярошенко, Олександр Ковальчук та Олександр Фурман, 5 поранено, сам капітан Миронов важко поранений.
- Заблокована на Луганщині 30 бригада та її порятунок. Деталі спецоперації.

20 липня в ході проведення антитерористичної операції проти незаконних збройних формувань до міста вступили українські частини. У другій половині дня дві колони українських військ, одна — з боку Старої Краснянки, інша — зі сторони Варварівки повз панчішну фабрику, пройшли через м. Рубіжне до Воєводівки.
З 2015 року головою міста обрано Хортіва Сергія, який брав участь у військових діях на боці терористів. Занесений до бази «Миротворця». Після окупації 2022 року знов співробітничає з окупантами. 

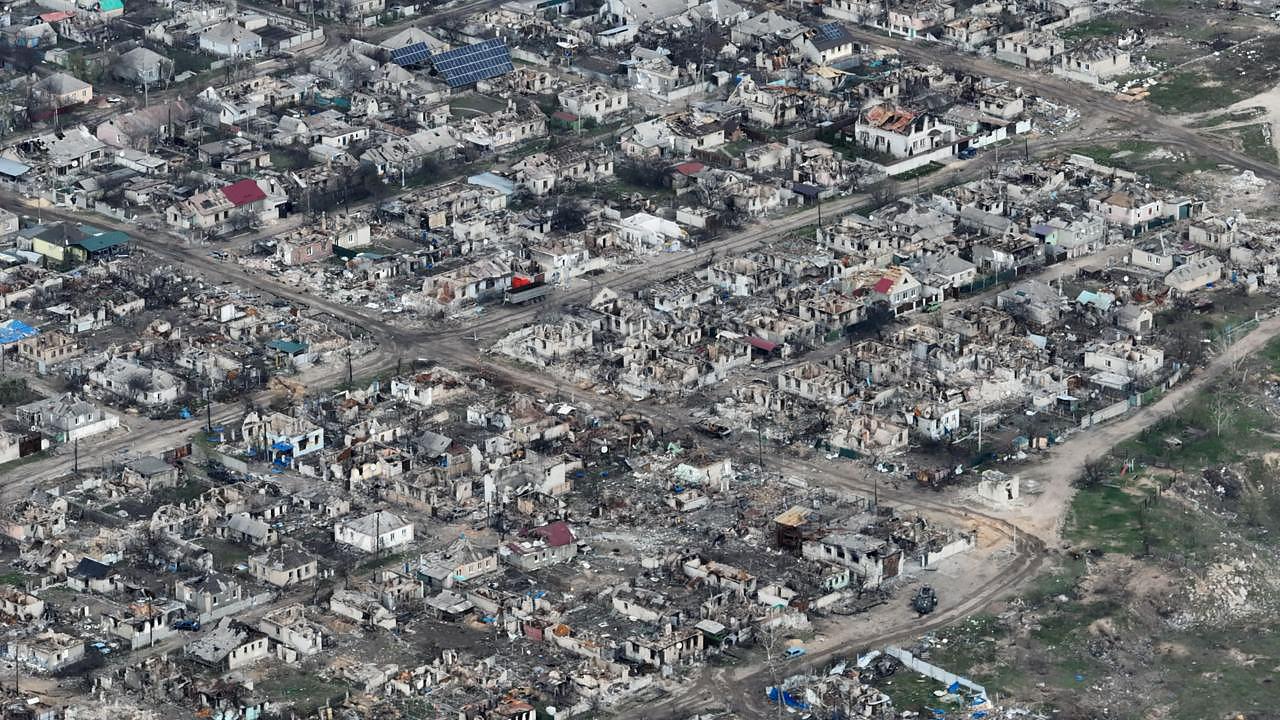
Рубіжне під час боїв за місто у 2022 році.

Уже в березні 2022 року через місто став проходити фронт, згодом почались вуличні бої, внаслідок російських обстрілів було пошкоджено та зруйновано об'єкти цивільної інфраструктури, житлові будинки, були загиблі та поранені серед цивільних.
5 квітня 2022 року російські загарбники влучили у цистерну з концентрованою азотною кислотою. На місці вибуху здійнявся яскравий рудий дим. Голова обласної військово-цивільної адміністрації Сергій Гайдай закликав всіх хто поруч перебувати в укритті та використовувати захисні маски.
З 12 травня 2022 року опинилось під російською окупацією.
За словами голови Луганської ОВА Сергія Гайдая місто розділило долю Маріуполя: «промислове місто зруйновано вщент, вцілілих будівель немає, багато будинків відновити неможливо. У дворах — поховання».
До вторгнення російських окупантів в Рубіжному  проживали більш ніж 60 тисяч мешканців, працювали на заводах, у бюджетній сфері, у розвинутому малому підприємництві. Під час війни рубіжани розділилися на три категорії, за словами голови Луганської ОДА, ті, що евакуювалися в безпечні міста України чи закордон; ті, кого депортували в Росію чи на окуповані території; ті, що досі в заручниках у кадирівців і мешкають у підвалах міста..
Російські журналісти знімали у Рубіжному фальсифіковані пропагандистські сюжети зі заздалегідь неправдивою інформацією.

## Географія

### Клімат
Місто Рубіжне розташоване в атлантико-континентальній кліматичній зоні. Середня температура найтеплішого місяця (липня) + 21 °C, + 22 °C, а найхолоднішого (січня) — 7 °C, — 8 °C. Максимальна температура влітку досягає +39,5 °C, а мінімальна, в окремі зими, досягала -34 °C. Середня сума опадів до 284 мм в квітні-жовтні з різким коливанням по роках. Температура повітря: середня за рік +7,2 °C. Абсолютний мінімум — -39 °C, абсолютний максимум — +41 °C. Атмосферні опади: середня річна кількість — 451 мм, середньодобовий максимум — 34 мм, спостережений місячний максимум — 67 мм (1955 р). Середня декадна висота снігового покриву становить 20 см. Переважаючий напрям вітру за теплий період — північно-західний (18 %), за холодний — південно-східний (22 %). Максимальна швидкість вітру (річна) — 19 м/с. В місті спостерігаються такі атмосферні явища: тумани (25 днів), заметілі(13 днів), грози (30 днів), штиль (13 %).

### Природні ресурси
На місцевій території поширені будівельні матеріали: вапняк, крейда та пісковик. Крім цього можна виділити ще 2 типи ґрунту: лугово-болотний заплави річки Сіверський Донець та дерново-підзолистий піщаний ґрунт. Зелені насадження переважно штучного походження. З півночі, сходу і заходу місто оточують хвойні ліси. Природні ліси зустрічаються лише у водоохоронній зоні річки Сіверський Донець. Вони представлені листяними породами (дуб, клен, в'яз, акація, різноманітні види тополю). Під міською територією на глибині 785—930 м залягає вугільний пласт промислової потужності. Також виявлена перспективна нафтогазоносна Варварівська структура. Але можливість її експлуатації потребує подальшого науково-геологічного дослідження. В межах міста виявлене родовище будівельних матеріалів (піски бетонні).

## Вулиці міста

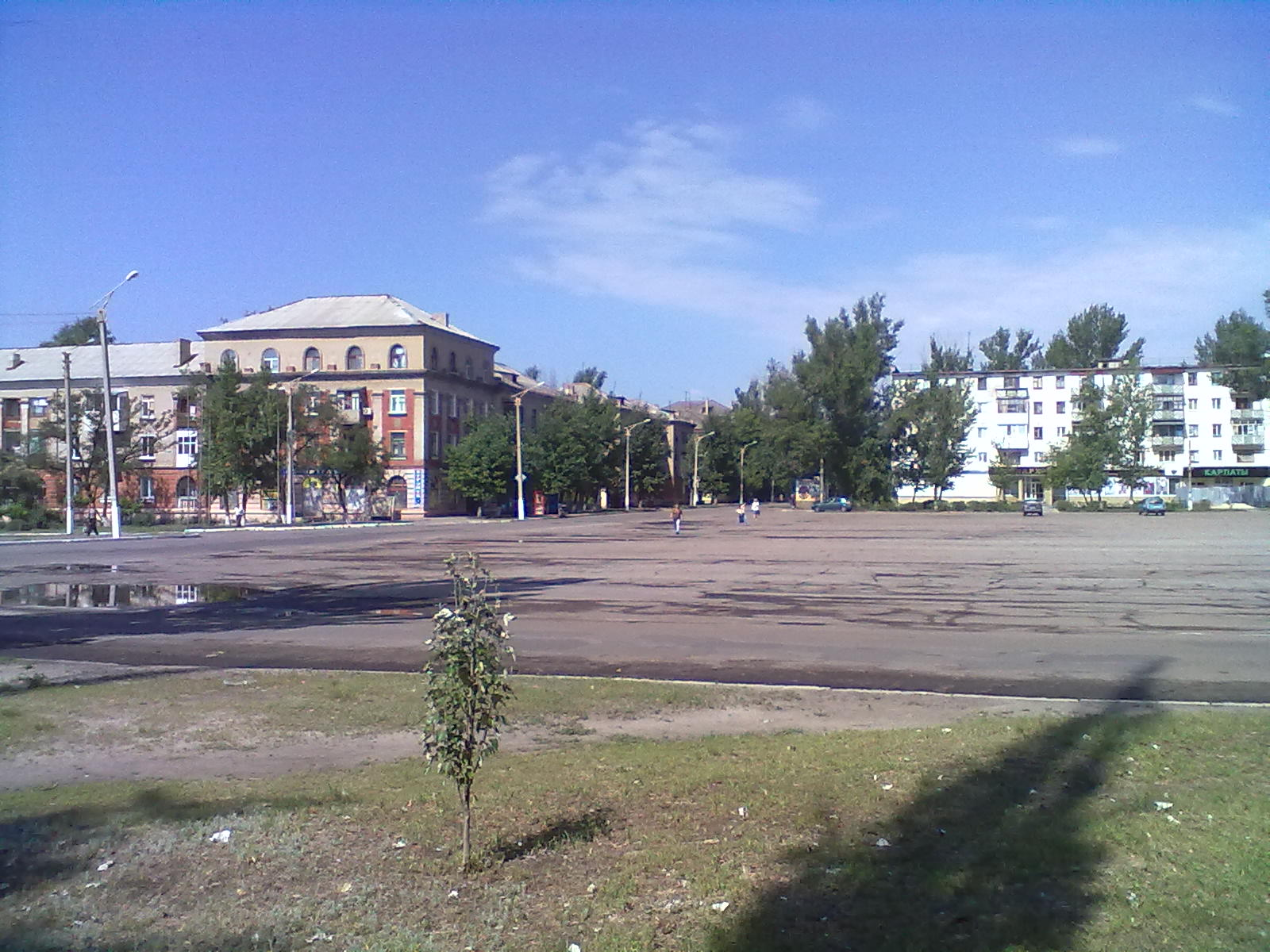
Площа Перемоги

### Слов'янська
Стара назва — Сірнокислотна (за радянських часів — Будьонного). Обмежується вулицею Визволителів та вул. Зої Космодем'янської. Довжина — 1765 метрів. На цій вулиці розташоване УПП УТОС, житлові будинки приватного сектора.

### Биченкова
Розташована в східній околиці міста в районі картонно-тарного комбінату. Розташована паралельно об'їзній дорозі та обмежується вулицями Парківською та Менделєєва. Довжина — 665 метрів. Названа на честь військового діяча Биченкова, якому в 1977 році була встановлена меморіальна дошка. Приватний сектор.

### Володимира Даля
Радянська назва — Воровського. Розташована в районі колишнього кінотеатру імені Воровського, визнаного пам'ятником архітектури (нині зруйновано). Проходить паралельно вулиці Визволителів, обмежується вул. Харківською та Смирнова. Довжина — 945 метрів.

### Вуліса
Названа на честь Якова Юхимовича Вуліса. В ніч з 11 на 12 березня 1960 начальник невідомчої охорони відділу міліції Лисичанської міськради майор Вуліс перевіряв стан охорони об'єктів в м. Рубіжне, яке в цей час обслуговувало це відомство. Перевіряючи магазин № 38, розташованого на розі Володимирської та Померанчука, він помітив сліди злому. Він відправив водія свого автомобіля за допомогою, а сам залишився біля магазину, щоб попередити можливе укриття злочинців. Вони зрозуміли, що знаходяться у пастці й вирішили йти напролом. У зіткненні Вуліс загинув від бандитської кулі. Невдовзі крадіїв затримали і покарали. Вулицю, що розташована недалеко від місця загибелі, назвали ім'ям міліціонера.

### Містечко ІТР
Містечко ІТР розташоване в районі старої панчішної фабрики. Обмежується вулицями Смирнова і Померанчука. Довжина — 264 метра. Це — містечко інженерно-технічних працівників. Воно було збудовано для молодих інженерно-технічних працівників ПО «Барвник». Через те, що вулиця має П-подібну форму, вона нагадує невелике містечко. Забудована двоповерховими будинками.

### Дойчева
Розташована в районі старого палацу культури. Колишня назва — Банківська. Обмежується вулицями Смирнова і Вуліса. На вулиці розташований Промінвестбанк. Названа на честь Героя Радянського Союзу Вадима Пантелеймоновича Дойчева, який жив у Рубіжному. На будинку № 3 йому встановлений пам'ятний знак.

### Іванова
Розташована у східній частині міста, паралельно об'їзній дорозі. Обмежується вулицями Коцюбинського і Миру. Довжина — 2525 метрів. На вулиці розташоване Рубіжнетеплокомуненегро, міськводоканал, житлові будинки. Названа на честь радянського генерала, командувача 41-ї гвардійської стрілецької дивізії, котра 31 січня 1943 року відвоювала місто Рубіжне. На розі Іванова та Івана Богуна встановлений пам'ятний знак генералу Іванову.

### Визволителів
Старі назви: Леніна, Рубіжанська. З цієї вулиці почалося місто. Тут були розташовані перша школа в селищі, перші будинки, зведені у 20-х роках. Сьогодні це одна з найдовших і найголовніших вулиць міста, яка перетинає його з півдня на північ. На ній розташовані Державтоінспекція, АТП 10972, Зал царства свідків Єгови, Центральний ринок, Автостанція, супермаркет Spar тощо.

### Померанчука
Обмежується на заході стадіоном «Хімік» та вул. Визволителів на сході. Довжина — 2590. Тут розташовані професійний ліцей, СЕС, індустріально-педагогічний технікум, АТП-10917, житлові будинки.

### Руденка
З'єднує вулиці Пушкіна і Померанчука. Проходить паралельно проспекту Переможців, західніше від нього. Тут знаходиться РАГС та управління соціального захисту населення. Довжина 545 метрів. На цій вулиці проживав Герой Радянського Союзу Руденко Микола Матвійович. Йому встановлена меморіальна дошка.

### Смирнова
Обмежується вул. Дойчева та старим міським цвинтарем. Стара назва — Шкільна. 16 вересня 1988 року на честь спортивних подвигів земляка вул. Шкільну перейменували на Смирнова. Тут розташовані військкомат, паспортний стіл, Поліція, Дитяча Юнацько-Спортивна Школа, Неповна середня школа № 1.

## Міська влада
міські голови:
- 2015—2022 Хортів Сергій Іванович Під час російського вторгнення в Україну 2014 та 2022 роках сприяв окупантам[17].
- З 04 березня 2022 Роман Власенко[18]

## Економіка
Загальний обсяг реалізованої промислової продукції (робіт, послуг) підприємств за січень — червень 2016 року становив 1912,5 млн.грн., або 10,8 % до загального обсягу по області. У порівнянні з 1 півріччям 2015 року обсяг реалізованої промислової продукції (робіт, послуг) збільшився на 194,2 млн.грн., або на 11,3 %. Найбільші обсяги продукції (робіт, послуг) реалізуються підприємствами целюлозно-паперового виробництва, видавничої діяльності, хімічної та нафтохімічної промисловості, виробництва гумових та пластмасових виробів.
Підприємствами автомобільного транспорту за січень — червень 2016 року перевезено 6,2 тисяч тон вантажів, що становить 47,4 % до показника відповідного періоду 2015 року. Вантажооборот склав 3,2 млн.т/км і є на 5,1 % більшим за показник відповідного періоду 2015 року.
За січень — червень 2016 року перевезено пасажирів на 1,7 % більше відповідного періоду 2015 року. Пасажирооборот склав 21,1 % до відповідного періоду 2015 року.
Загальний обсяг прямих іноземних інвестицій станом на 01.07.2016 склав 11386,4 тис.дол. США., до загального підсумку по області показник склав 2,4 %. Впродовж 1 півріччя 2016 року спостерігається зменшення акціонерного капіталу на 28,9 тис.дол. США. Обсяг іноземних інвестицій у розрахунку на одну особу становив 193,4 доларів США.
Середня заробітна плата штатного працівника у січні — червні 2016 року становила 4945 грн., до середнього рівня по регіону 115,3 %.
Доходи загального фонду місцевого бюджету без урахування трансфертів та дотацій за 1 півріччя 2016 року склали 55214,23 тис.грн., їх виконання дорівнює 120,9 % до затвердженого плану (з урахуванням змін).
Заборгованості у місті:
Податковий борг по платежах до зведеного бюджету станом на 01.07.2016 склав 19,1 млн.грн. і, у порівнянні з початком року, збільшився на 15,9 %. Податкова заборгованість підприємств-банкрутів станом на 01.07.2016 складає 0,59 млн.грн. та збільшилась у порівнянні з початком року на 0,19 млн.грн., або на 46,5 %. Заборгованість із виплати заробітної плати на підприємствах міста станом на 01.07.2016 становить 1185,0 тис.грн., у порівнянні з початком року загальна сума боргу збільшилась на 15,7 %, або на 160,9 тис. грн.
Заборгованість до Пенсійного фонду України по страхових внесках — станом на 01.07.2016 становила 8081,1 тис.грн. і зменшилась у порівнянні з початком року на 313,9 тис.грн., або на 3,7 %, у тому числі недоїмка — 4744,0 тис. грн.
Основні підприємства:
- ТОВ «СХІДНОУКРАЇНСЬКА КОМПАНІЯ»;
- ЗОРЯ, РУБІЖАНСЬКИЙ КАЗЕННИЙ ХІМІЧНИЙ ЗАВОД ТОВ НВП «Зоря»;
- Рубіжанський картонно-тарний комбінат, ПрАТ (РКТК, ПрАТ);
- ЛІЗІНВЕСТ, ТОВ;
- Фармацевтична компанія «Мікрохім»;
- ТОВ «РУБІЖАНСЬКИЙ БАРВНИК»;
- БКФ, ТОВ;
- ІНТЕРГАЗСІНТЕЗ, ПІДПРИЄМСТВО З 100 % ІНОЗЕМНОЮ ІНВЕСТИЦІЄЮ;
- ПРОМІНВЕСТ ПЛАСТИК, ФІРМА, ТОВ;
- УКР-АРМ-СНАБ, ТОВ;
- Рубіжанський трубний завод, ТОВ (РТЗ, ТОВ);
- ЮВЕЛІРНА ФІРМА «ЛАГНО», ПП;
- ЕНЕРГІЯ, ТОВ;
- СМАЛІЙ, ТОВ;
- ЗАВОД ОРГАНІЧНОГО СИНТЕЗУ, ТОВ;
- ЮВЕЛІРНА ФІРМА «ТРІУМФ», ТОВ;
- ПРОЕКТНИЙ ІНСТИТУТ ХІМІЧНОЇ ТЕХНОЛОГІЇ ТА ПРОМИСЛОВОЇ ЕКОЛОГІЇ, ДОЧП;
- ТРЕСТ «РУБІЖАНСЬКХІМБУД», ТОВ;
- РУБЕЖ-ВГ, ТОВ;
- ПРИВАТНЕ ПІДПРИЄМСТВО «ОРЛИК-К»;
- ТОВ «ЮСГАР»;
- КОЛЕКТИВНЕ ПІДПРИЄМСТВО «РУБІЖАНСЬКИЙ МОНТАЖНО-ЗАГОТІВЕЛЬНИЙ ЗАВОД»;
- ТОВ «РУБІЖАНСЬКА МАНУФАКТУРА»;
- ТОВ «РУБІЖАНСЬКА ПАНЧІШНА МАНУФАКТУРА»;
- ТОВ «ЗОРЯ-БІО»;
- ТОВ НАУКОВО-ВИРОБНИЧЕ ПІДПРИЄМСТВО «КОЛОР»;
- ФАРМБІОТЕСТ — медичний науково-дослідний центр;
- ПП «РУБІЖАНСЬКИЙ ЗАЛІЗОБЕТОН», тощо.

## Житлово-комунальне господарство

### Житловий фонд
Житловий фонд комунальної власності міста становить 472 будинки загальною площею 1116,9 тис. м²., 80 % якого знаходиться у приватній власності громадян. Із загальної кількості будинків 90 % обладнані водопроводом та каналізацією, 75 % централізованим опаленням, 43 % централізованим гарячим водопостачанням.
Будівництво житла і реконструкцію під житло об'єктів соцкультпобуту (гуртожитки, дитячий садок) за останні десять років до 2007 року здійснювали промислові підприємства міста такі, як ВАТ «Краситель», ВАТ «РКТК», РКХЗ «Зоря». Крім того, приватними забудовниками щорічно вводиться в середньому 1,5 тис. м² загальної площі житла. Все житло, збудоване підприємствами, після вводу в експлуатацію було передано до комунальної власності міста. З 2007 року будівництво здійснюється виключно індивідуальними забудовниками, якими вводиться щорічно близько 2,0 тис. м² житла.
Населення міста забезпечене 29559 помешканнями, з яких 7690 помешкання в приватних будинках. Середня забезпеченість населення загальною площею становить 24,0 м² на одного мешканця. Особливістю житлового фонду є висока ступінь його зносу: 28 % споруд зведено до 1945 року, 30 % — 1946—1960, 35 % — 1961—1980, і 7 % будинків побудовано в 90-ті роки. Обслуговування приміщень здійснюють КП «Житловий сервіс», на балансі якого перебувають 298 будинків загальною площею 435,8 тис. м² (зведені до 1966 р.) та ПП «Ромалекс», яке надає послуги 109 будинкам 1966—1994 років забудови загальною площею 627,3 тис. м². Для обслуговування житлового фонду гуртожитків створено КП «Доступне житло».

### Водопостачання та водовідведення
Послуги з водопостачання та водовідведення у місті Рубіжне надає комунальне підприємство «РВУ ВКГ». Всього абонентів — 29374, у тому числі фізичні особи — 28834. Джерела водопостачання:
- Власні джерела (Володинський водозабір — 11,0 тис. м³/добу, міський водозабір — 10,0 тис. м³/добу)
- Покупна вода від сторонніх організацій (ДП "Хімічний завод «Південний»).

Протяжність магістральних водоводів — 62,5 км, знос — 54 %, з них занепали та аварійні — 33,6 км. Протяжність вуличних водопровідних мереж — 91,5 км, знос — 94 %, з них занепали та аварійні — 86,0 км. Протяжність внутрішньо квартальних та внутрішньо дворових мереж 52,4 км, знос — 55 %, з них ветхі та аварійні — 28,6 км.
Каналізаційні мережі:
- головні колектори — 3,6 км, знос — 89 %, з них занепали та аварійні — 3,2 км.
- вуличні каналізаційні мережі — 58,7 км, знос — 43 %, з них занепали та аварійні — 25,3 км.
- внутрішньо квартальні та внутрішньо дворові мережі — 41,5 км, знос — 80 %, з них занепали та аварійні — 33,3 км.

Споживання води становить 12,8 тис. м³ на добу, потреба споживачів у воді задовольняється на 100 %. Із загальної кількості споживачів 88 % — фізичні особи, 12 % юридичні особи.

### Газопостачання
Забезпечення природним газом споживачів міста Рубіжне здійснюється управлінням «Рубіжнеміжрайгаз» по розподільчим газопроводам високого, середнього та низького тиску загальною довжиною 168,098 км, а також по дворових вводах загальною довжиною 252,397 км.
В експлуатації знаходиться 17 стаціонарних газорегулюючих пункти та 58 шафових, в тому числі на балансі Рубіжанського управління по експлуатації газового господарства 17 шт., та 38 шафових, 27 катодних станцій для захисту сталевих підземних газопроводів від електрохімічної корозії.
Місто газифіковано на 94,057 відсотків. Газопостачання міста здійснює Рубіжанське міжрайонне управління по експлуатації газового господарства. Рівень газифікації житлового фонду міста становить 94,057 %.

### Енергопостачання
Місто має мережу електропостачання, яку обслуговують Лисичанські електричні мережі (розташовані в місті Лисичанську та входять до складу ВАТ «Луганськобленерго»). Загальна довжина повітряних ліній електропередач напругою 0,4-110 кВ становить 336,3 км, кабельних ліній електропередач — 203 км.
В експлуатації знаходяться 8 підстанції напругою 35-110 кВ, загальною трансформаторною потужністю 537,3 кВА. Частина силових трансформаторів на цих підстанціях (65 відсотків) відпрацювали 25 років і вимагають заміни.

### Теплопостачання
Послуги теплопостачання та гарячого водопостачання у місті надає одне комунальне підприємство — спеціалізоване теплозабезпечуюче підприємство «Рубіжнетеплокомуненерго». Підприємство обслуговує 17 котелень, які здійснюють виробництво та подачу теплоносія у житлові будинки. Загальна установлена потужність 158,0 Гкал/год, споживання газу природного — 18702,3 тис. м³, загальне виробництво теплової енергії власними джерелами (котельними) — 133,0 тис. Гкал., втрати теплової енергії 16,4 Гкал.
Протяжність теплових мереж у двотрубному обчисленні — 98 км, з них аварійних — 1,2 км.
У місті гостро стоїть проблема переходу з централізованого опалення на індивідуальне, оскільки значна частина абонентів відключилася від котелень, що призвело до розбалансування системи опалення в цілому.

### Полігон ТПВ
Кількість майданчиків для збору побутових відходів, контейнерів, їх типи та ємність:
- майданчиків — 110 одиниць;
- контейнерів — 606 одиниць, місткістю 0,8 м³ (металеві).

Технологією очищення домоволодінь у комунальній та державній власності є збір твердих побутових відходів в контейнера, у приватних будинках з присадибною ділянкою збір вручну. Санітарне очищення в місті здійснює комунальне підприємство «Шляхово-експлуатаційне підприємство», яким використовується 5 контейнеровозів, 2 сміттєвози, 1 одиниця транспорту зі збору рідких нечистот.
Площа полігону ТПВ 4,4 га, кількість накопичених відходів становить 202,3 тисяч тон.

### Дорожнє господарство
Протяжність доріг — 126,3 км, в тому числі 84,3 — з твердим покриттям, що становить 66,7 % забрукованості. Типи покриття — асфальтобетонні. Протяжність зливової каналізації 4,6 км. Стан дорожнього покриття, окрім в центральній частині міста, є не задовільним.
Протяжність ліній зовнішнього освітлення, які знаходяться на балансовому обліку, 123,7 км, кількість світлоточок — 3463 одиниці. На сьогодні обслуговується 1110 діючих світлоточок, з них 206 одиниць обладнано економічними натрієвими лампами, 904 одиниці — ртутними лампами. Всі діючі ліній зовнішнього освітлення обладнані багатотарифними приладами обліку.

### Озеленення
Наявність зелених насаджень загального користування — 1200 га. Площа газонів та квітників — 310,8 тис. кв. м. У місті є один парк та 5 скверів загальною площею 10,6 га. Кількість дерев — 11940 одиниць в основному таких порід: тополь, акація, каштан, клен, в'яз, наявність кущів — 3715 п. м.

## Комунікації та зв'язок

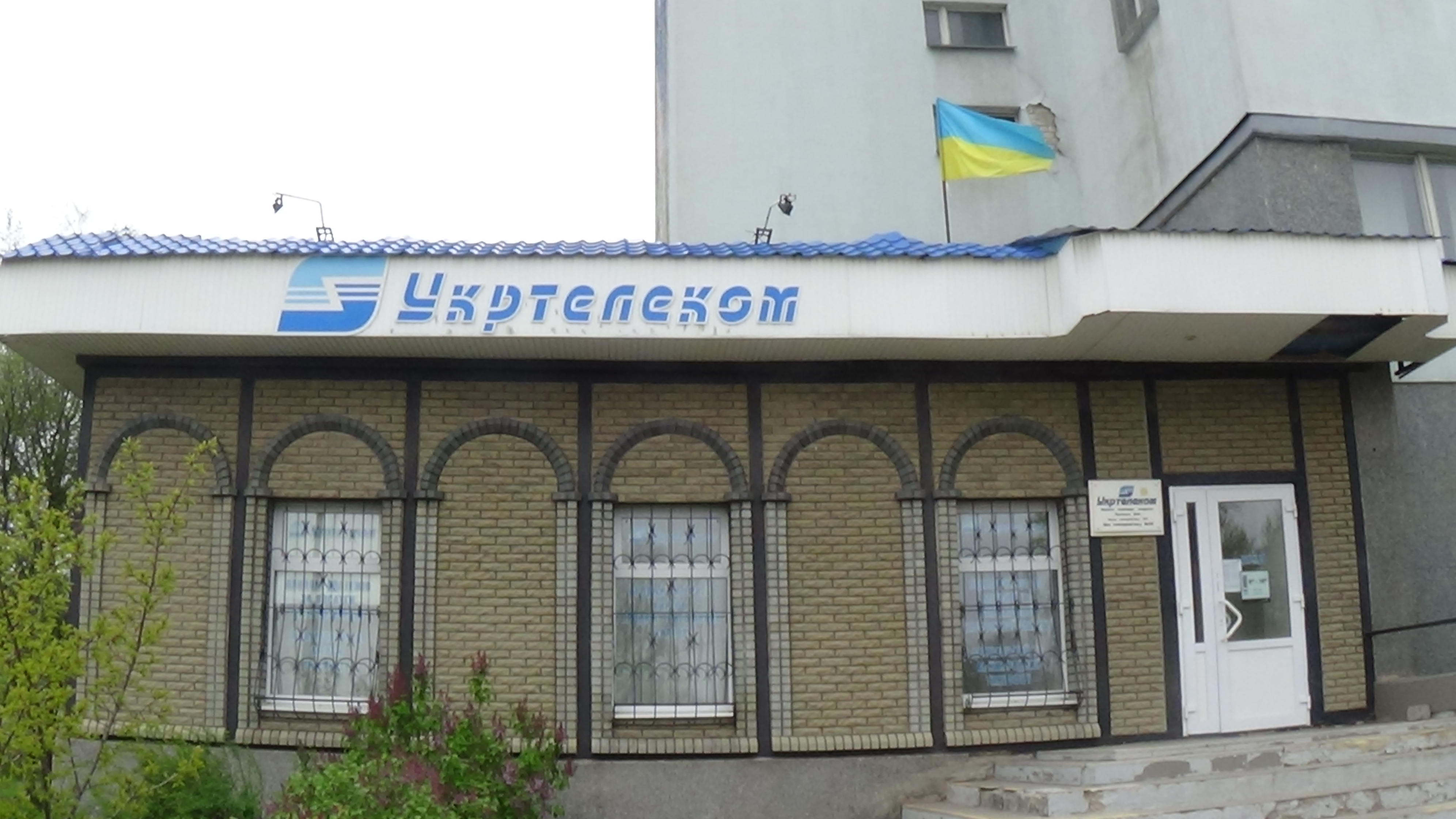
«Укртелеком»

У місті працюють 5 АТС: «Укртелеком» ємністю 18500 (встановлено телефонів — 18415), РКХЗ «Зоря» ємністю 3700 (встановлено — 1736), ТОВ «Рубіжанський Краситель» — ємністю 4000 (встановлено — 1031), ВАТ «РКТК» — ємністю 1000 (встановлено — 440 номерів). Загальна ємність по місту становить 27300 номерів, встановлено телефонів — 21622. Кількість основних телефонів на 100 мешканців — 33,8 шт. Цех електрозв'язку надає такі види послуг: міський і міжміський телефонний зв'язок, послуги Інтернету й електронної пошти.

## Транспорт

### Автомобільний
Найближча траса загальнодержавного значення Харків-Ростов пролягає на відстані 70 кілометрів від міста. Через Рубіжне проходять траси Сватове-Сіверськодонецьк-Луганськ,Танюшівка-Старобільськ-Кипуче.
Громадський транспорт представлений автобусним сполученням, яке діє в режимі маршрутного таксі. Основні марки рухомого складу — ПАЗ, Волжанін, МАЗ. Послуги із перевезення пасажирів надає Сіверськодонецьке ПП «Автолайн-Компані» та НВП «Зоря» (маршрут № 111А). Міські маршрути:
1. № 101 Стадіон — вул. Забіркіно;
2. № 107 ГІПРО — РКХЗ «Заря»
3. № 109 Поліклініка — Залізничний міст.
4. № 111А Автостанція — РКХЗ «Заря».
5. № 115А Заводська-1 — вул. Забіркіно

Інтервал руху коливається від 15 хвилин у ранкову годину-пік до 40 увечері. Вартість проїзду — 4 гривні (травень 2018).
В місті широко розвинута мережа служб таксі (усього 11 служб)

Схема міжміського сполучення Рубіжне АС

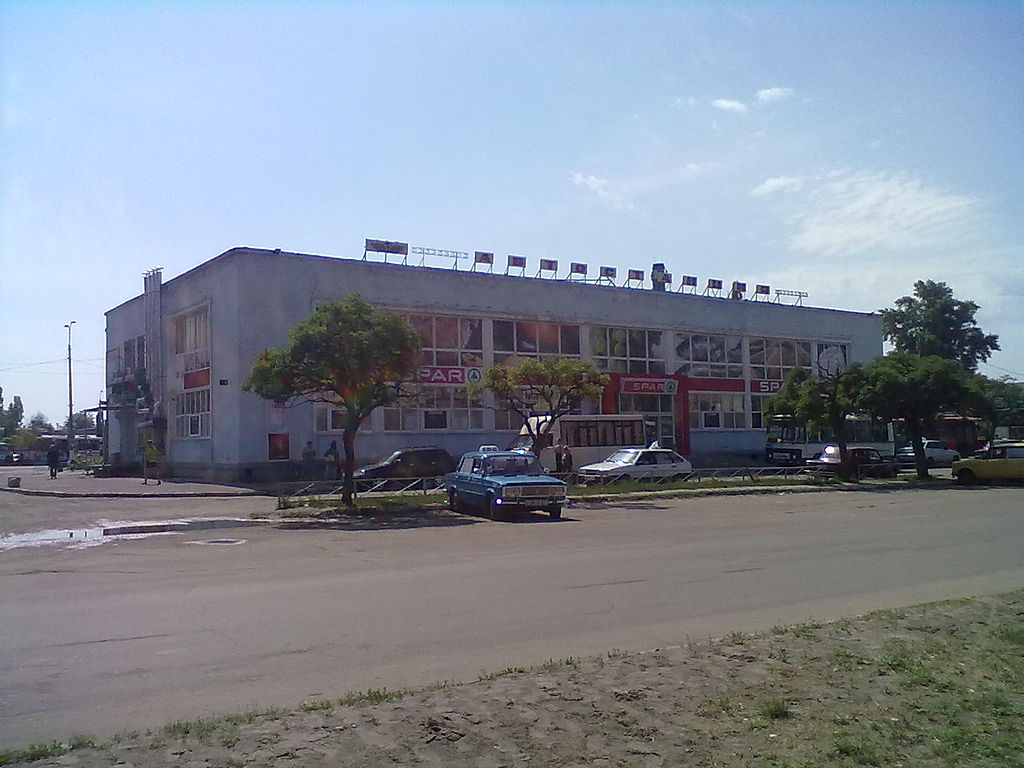
Будівля автостанції Рубіжне

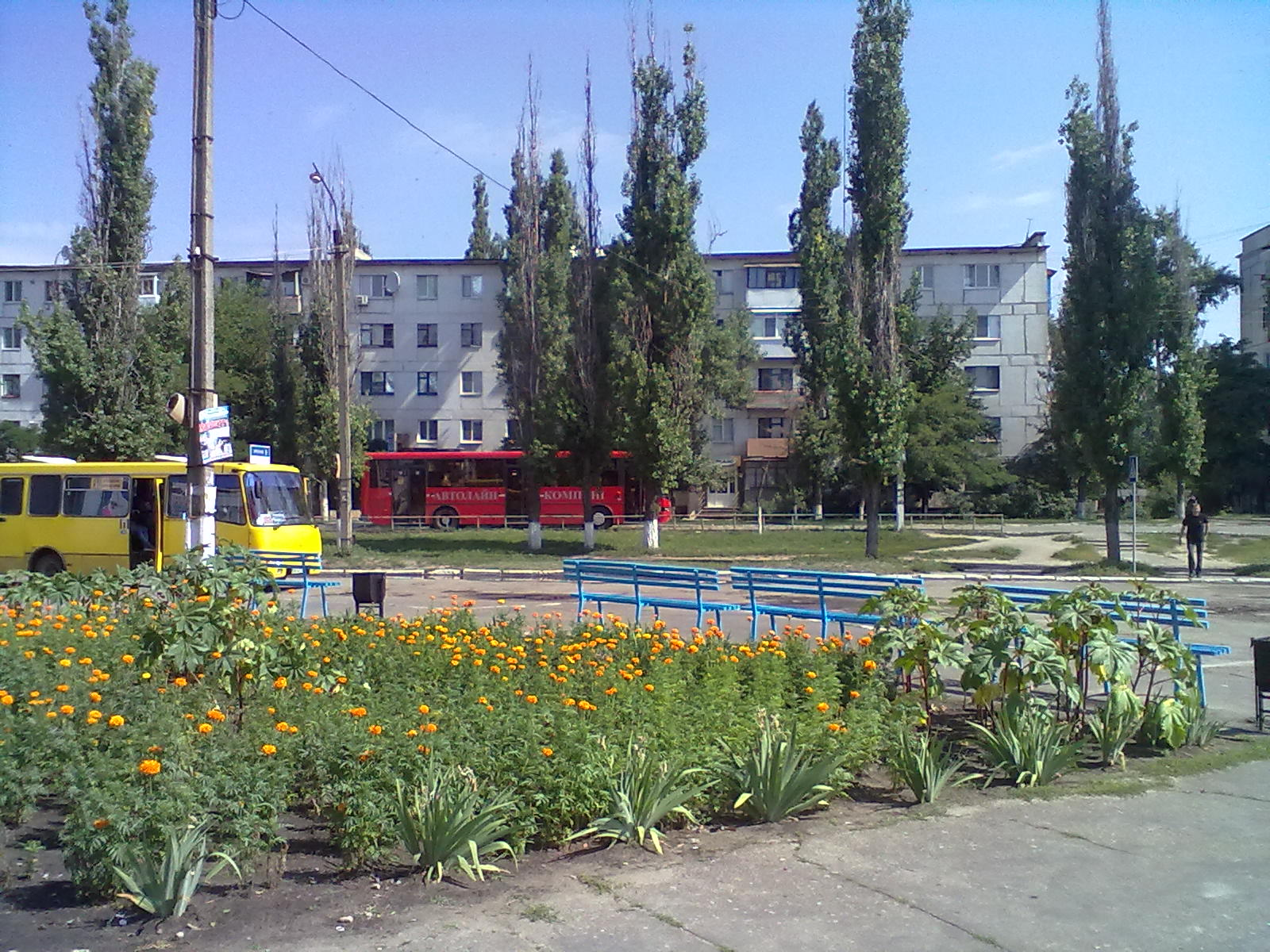
На платформі автостанції

Рубіжанська автостанція збудована за типовим проектом (такі автостанції наявні у всіх містах області з населенням більше 50-ти тисяч). Проте проект зазнав великих змін. Був змінений фронтальний вигляд автовокзалу на основі заміни вікон та перегрупуванню їх розташування. У 2012 році в будівлі на місці великого залу очікування відкрили супермаркет Spar, що змінило класифікацію будівлі з автовокзалу на автостанцію. Сьогодні зал очікування розрахований на 30 місць. Графік роботи з 4.30 до 18.40.
Територія автостанції розподілена на три посадкові платформи.
Перша платформа обслуговує маршрути у напрямку до таких населених пунктів:
- Кремінна
- Містки
- Діброва
- Бараниківка
- Нова Краснянка

Друга платформа — маршрути у напрямку до:
- Кудряшівка
- Варварівка
- Сіверськодонецьк
- Лисичанськ

Третя платформа слугує всі інші маршрути далекого сполучення. Щодня автостанція приймає близько 80 міжміських маршрутів далекого сполучення (дивіться схему), не враховуючи численні приміські перевезення.

### Залізничний
Залізничний транспорт представлений неелектрифікованою гілкою Попасна-Куп'янськ, яка до Рубіжного має дві колії, а після нього — одну. В місті функціонує вантажно-пасажирська станція, що обслуговується Попаснянською виробничою ділянкою Луганської дирекції з перевезення вантажів і пасажирів Донецької залізниці та 2 зупинних пункти — Забіркіне та Рубіжне Місто.
Перша станційна будівля знаходилась недалеко від сучасного вокзального комплексу. Проте саму станцію переносили ближче до центральної прохідної РПО «Барвник», що наблизило зупинку поїздів до центрального на той час району міста. Але в згодом відбулась реконструкція залізничного полотна і рейки прибрали з вул. Залізничної. Шлях був виведений за територію хімічного комбінату ближче до Сіверського Дінця. Тоді ж у 1970 збудовано новий вокзал, площа якого становить 1968 м².
За об'ємами роботи станція Рубіжне відноситься до 3 класу. В середньому 160 осіб за добу відправляються в дорогу на поїздах далекого сполучення, а на приміських — до 1030. До послуг пасажирів — зал очікування на двох поверхах, квиткові каси, довідкове бюро. Станція має пряме сполучення з містами: Київ, Харків, Львів, Хмельницький, Ужгород, Полтава, Суми, Вінниця.

## Освіта
13 жовтня 2014 року у зв'язку із проведенням терористами та російськими військовими бойових дій офіційно повідомляється, що тимчасово Луганський державний медичний університет переїздить в Рубіжне.

### Вищі навчальні заклади III—IV рівня акредитації
- КЗ "Луганський державний медичний університет "

- Навчально-науковий інститут фізики, математики та інформаційних технологій Луганського національного університету імені Тараса Шевченка

### Навчальні заклади ІІ рівня акредитації
- Рубіжанський індустріально-педагогічний коледж
- Рубіжанський політехнічний коледж імені Олександра Порай-Кошиці Луганського національного університету імені Тараса Шевченка
- Первомайський індустріально-педагогічний коледж

### Навчальні заклади І рівня акредитації
- Рубіжанський професійний ліцей
- Рубіжанський професійний хіміко-технологічний ліцей
- Рубіжанський професійний електромеханічний ліцей Луганського національного університету імені Тараса Шевченка

### Загальноосвітні навчальні заклади
- Середня спеціалізована школа № 2
- Середня школа № 3
- Середня школа № 4
- КНВК «Школа-дитячий садок» (ЗОШ І-ІІ ступенів № 5)
- КНВК «Рубіжанський ліцей»
- Середня спеціалізована І-ІІІ ступенів школа № 7
- Середня школа № 9
- Середня спеціалізована школа № 10

### Спеціалізовані навчальні заклади
- Навчально-реабілітаційний центр «Хрусталик» (для дітей із офтальмологічними захворюваннями)
- Рубіжанський обласний навчально-реабілітаційний центр (для дітей із захворюваннями опорно-рухового апарату)

### Дошкільні навчальні заклади
- ДНЗ № 1 «Берізка»
- ДНЗ № 2 «Журавка»
- ДНЗ № 3 «Барвінок»
- ДНЗ № 4 «Русалонька»
- ДНЗ № 5 «Любисток»
- ДНЗ № 6 «Яблучко»
- ДНЗ № 7 «Червона шапочка»
- ДНЗ № 8 «Дюймовочка»
- ДНЗ № 9 «Дельфін»

### Позашкільні навчальні заклади
- Комунальна організація Комплекс позашкільної роботи з дітьми та юнацтвом
- Комунальна установа «Рубіжанський міський Центр туризму, краєзнавства, спорту та екскурсій учнівської молоді»
- Дитячо-юнацька спортивна школа № 1

## Охорона здоров'я

Дитяче відділення МКЛ

Становлення медицини у місті припадає на 1915 рік, коли до селища приїхав перший фельдшер Горшунов Павло Іванович. Будівництво лікарняного містечка починається у 1923 році, на його території висаджують сосновий бір. У 1930 році були споруджені 3 медичні будівлі, в яких розміщувались хірургічне, терапевтичне, пологове відділення, нічний профілакторій та рентген-кабінет. Першим головним лікарем був Слуцький Натан Ісаакович. В цей час амбулаторна допомога здійснювалася в поліклініці по вулиці Рубіжанській (нині Визволителів). Під час Німецько-радянської війни у червні 1941 року на базі Рубіжанської лікарні був сформований евакошпиталь № 1819. Він пройшов суворий шлях на Калінінському фронті, 1-му та 2-му Прибалтійському фронтах. Шпиталь закінчив війну в місті Шауляй Литовської РСР і в серпні 1945 року прибув до Вільнюса, де був перетворений у військовий гарнізонний шпиталь. У 1951 році здано в експлуатацію хірургічний корпус, в якому було розташовано 4 відділення на 200 ліжок. У 1954 році було відкрите дитяче відділення, а у 1961 збудована міська поліклініка на 500 відвідувань за зміну. У 1962 році відкрився лікувальний корпус в селищі Південне. Будівля полового-гінекологічного корпусу збудована у 1965 році. У 1970 році збудована стоматологічна поліклініка та новий корпус на 240 ліжок, в якому розташовані хірургічне, кардіологічне, терапевтичне, фізіотерапевтичне відділення. Травматологія відкрита у серпні 1976 року, в цей же час уведена в експлуатацію нова будівля санепідемстанції.
У 1975 році збудовано новий інфекційний корпус на 120 ліжок. Останньою була споруджена нова дитяча поліклініка. У 1991 році планувалося увести в експлуатацію новий 9-типоверховий хірургічний комплекс, який був збудований на 95 %. Проте в 90-х роках ця будівля була законсервована і поступово розкрадалась. На сьогодні від неї залишився лише залізобетонний каркас.
Сучасна система охорони здоров'я представлена двома структурами — центральною міською лікарнею та станцією швидкої медичної допомоги. Для забезпечення стаціонарної медичної допомоги центральна міська лікарня налічує 325 ліжко-місць та 135 ліжок денного стаціонару. Забезпеченість лікарняними ліжками у розрахунку на 10 тисяч населення становить 55 ліжок. У 2011 році було скорочено 30 стаціонарних ліжок за рахунок розширення денного стаціонару. Медичні послуги населенню надає 198 лікарів та 393 особи іншого медичного персоналу. Спеціалізована допомога здійснюється за 14 напрямками. Планова ємність амбулаторно-поліклінічних закладів становить 1400 відвідувань за зміну. Забезпеченість лікарями на 10 тисяч населення — 32 особи. Відповідно до соціальних реформ заплановано, що міська центральна лікарня буде обслуговувати Кремінський район.

## Культура
У місті функціонує міська комунальна установа «Палац культури», в якій працює 39 клубних формувань, з яких 7 народних колективів, 3— зразкових, 12 творчих і 16 любительських об'єднань, та її філія у південній частині міста.
Працює чотири бібліотеки, дитяча школа мистецтв

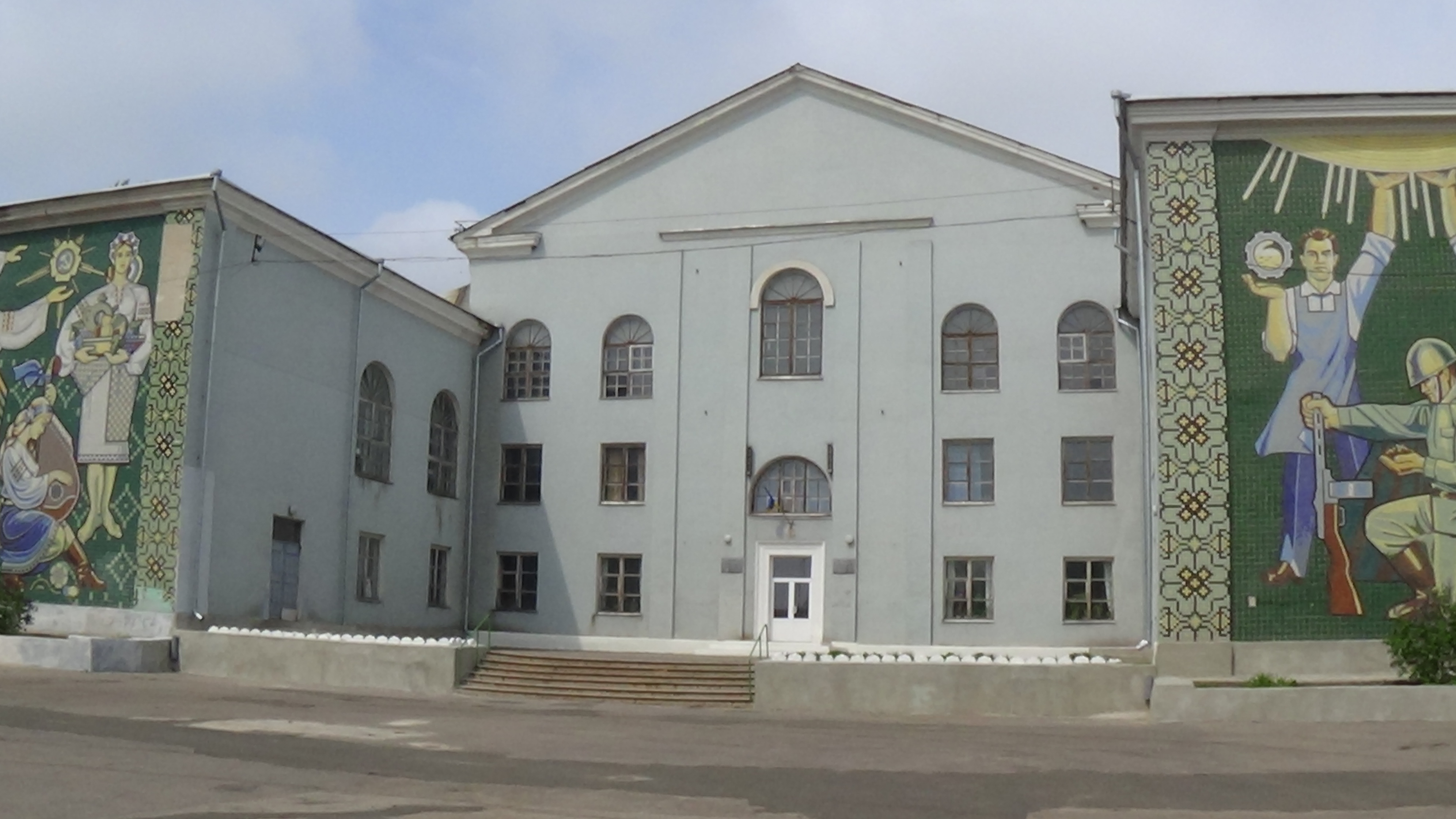
ПК у південній частині міста

### Комунальна установа «Міський музей»
проводить науково-дослідницьку та культурно-просвітницьку роботу, сприяє відродженню українських національних традицій.

Міський музей
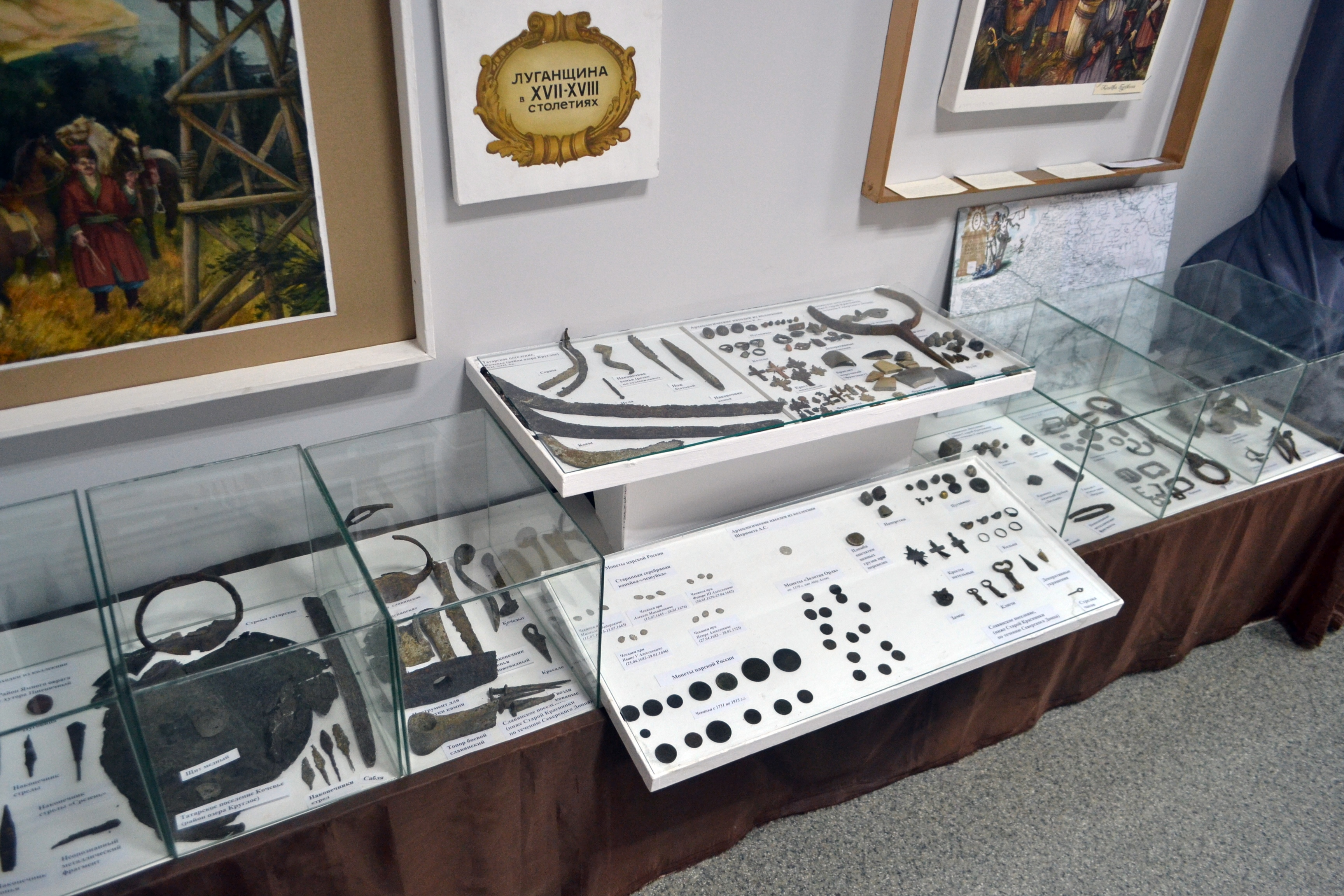
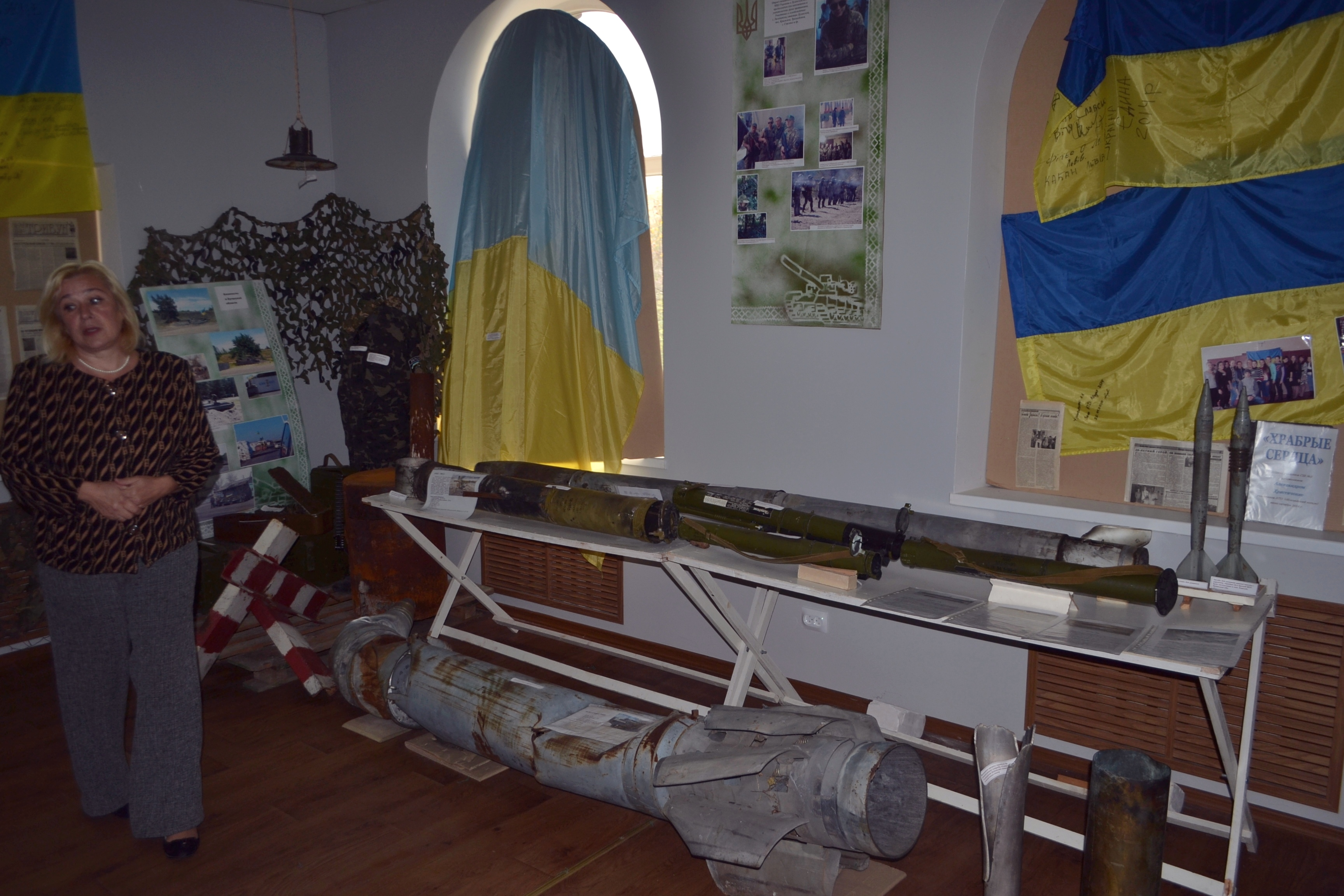
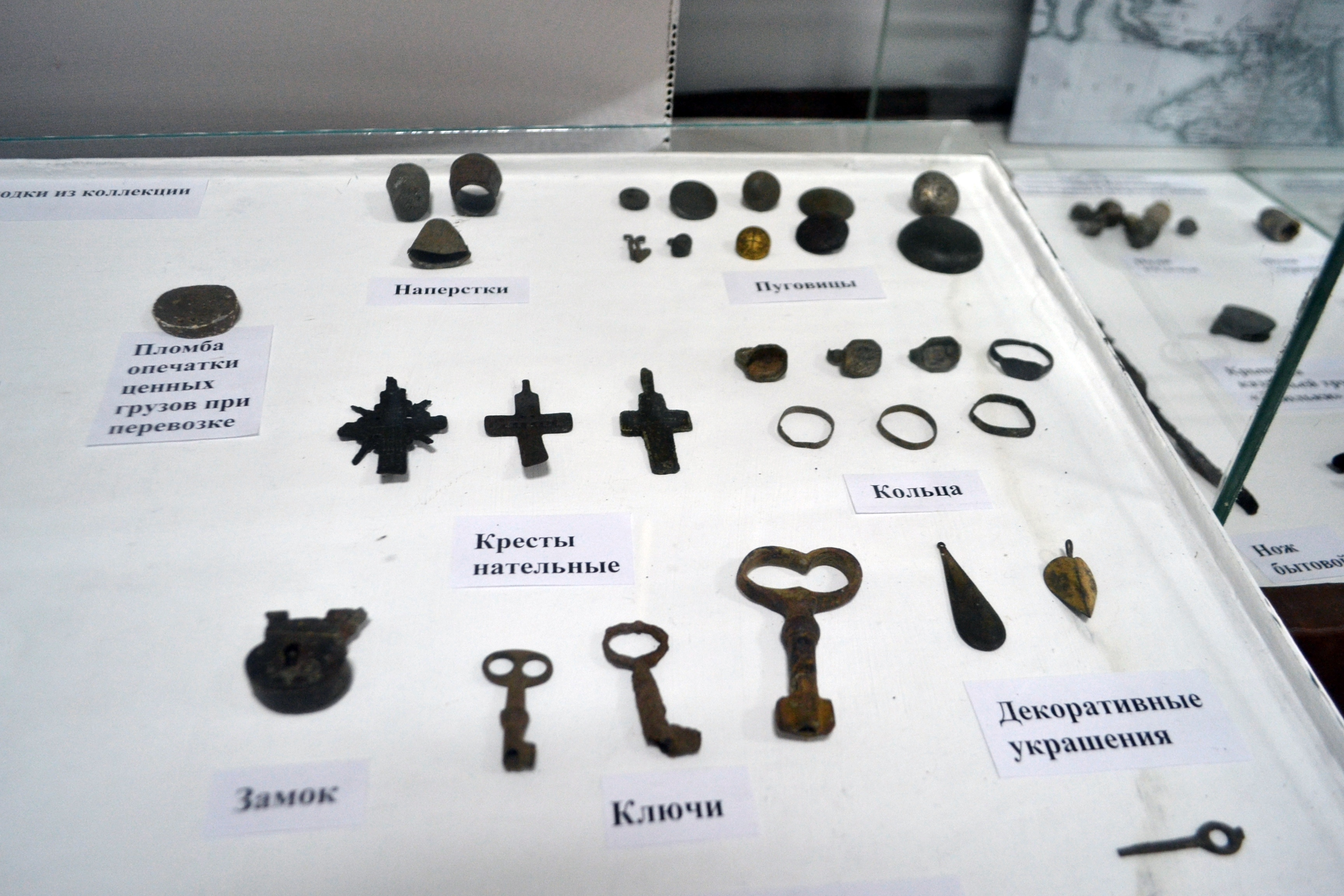

### Пам'ятники м.Рубіжне

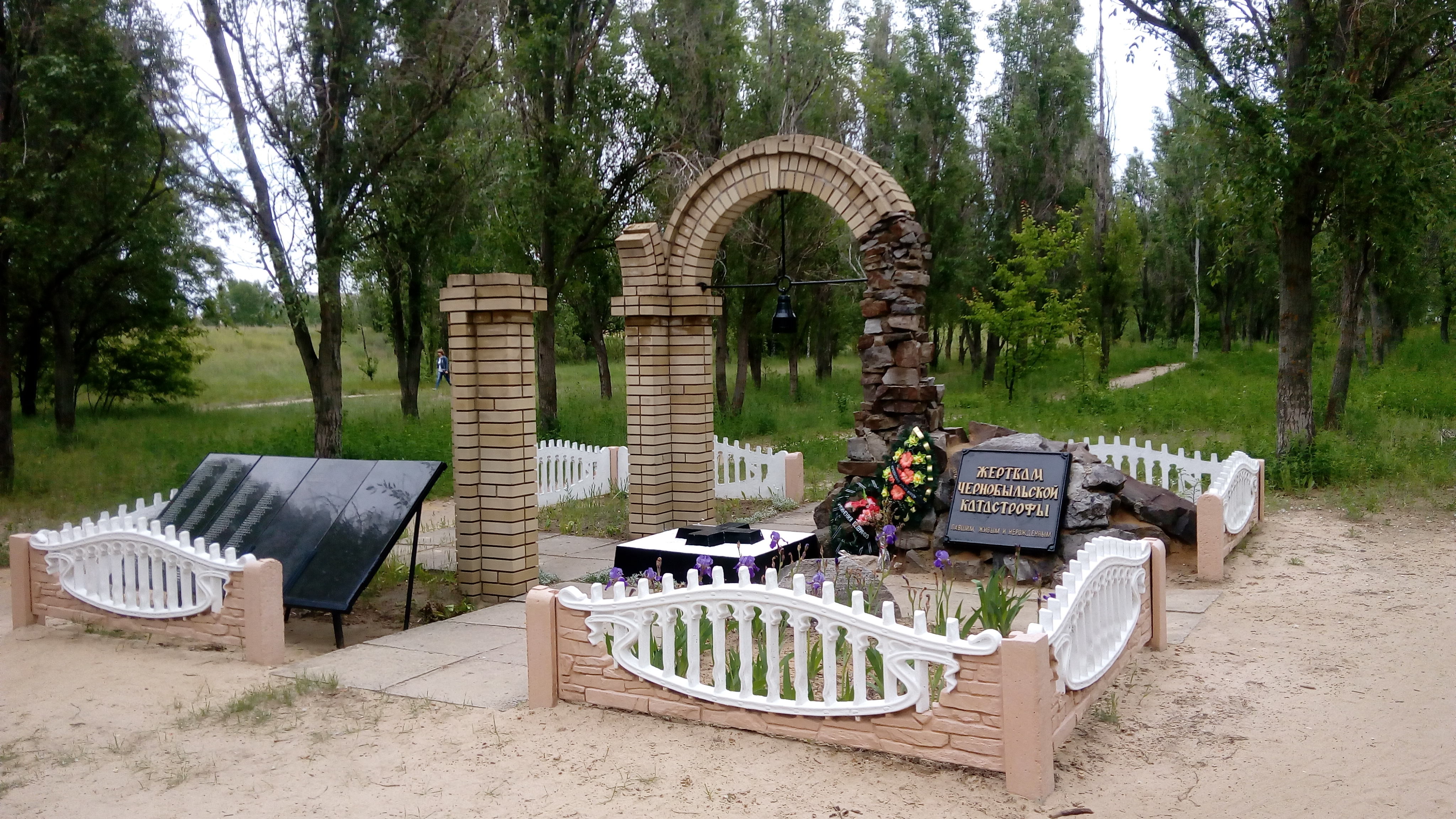
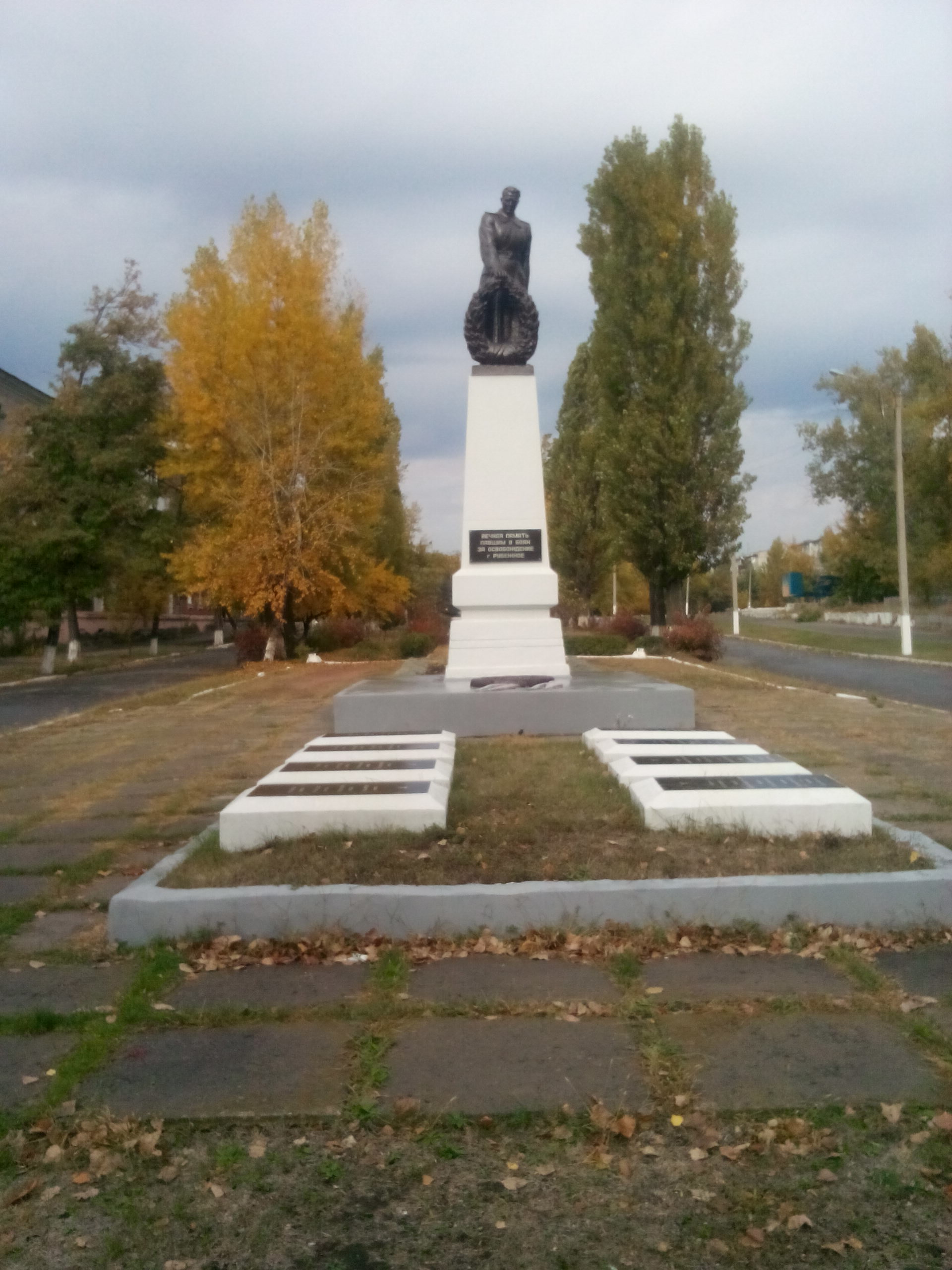
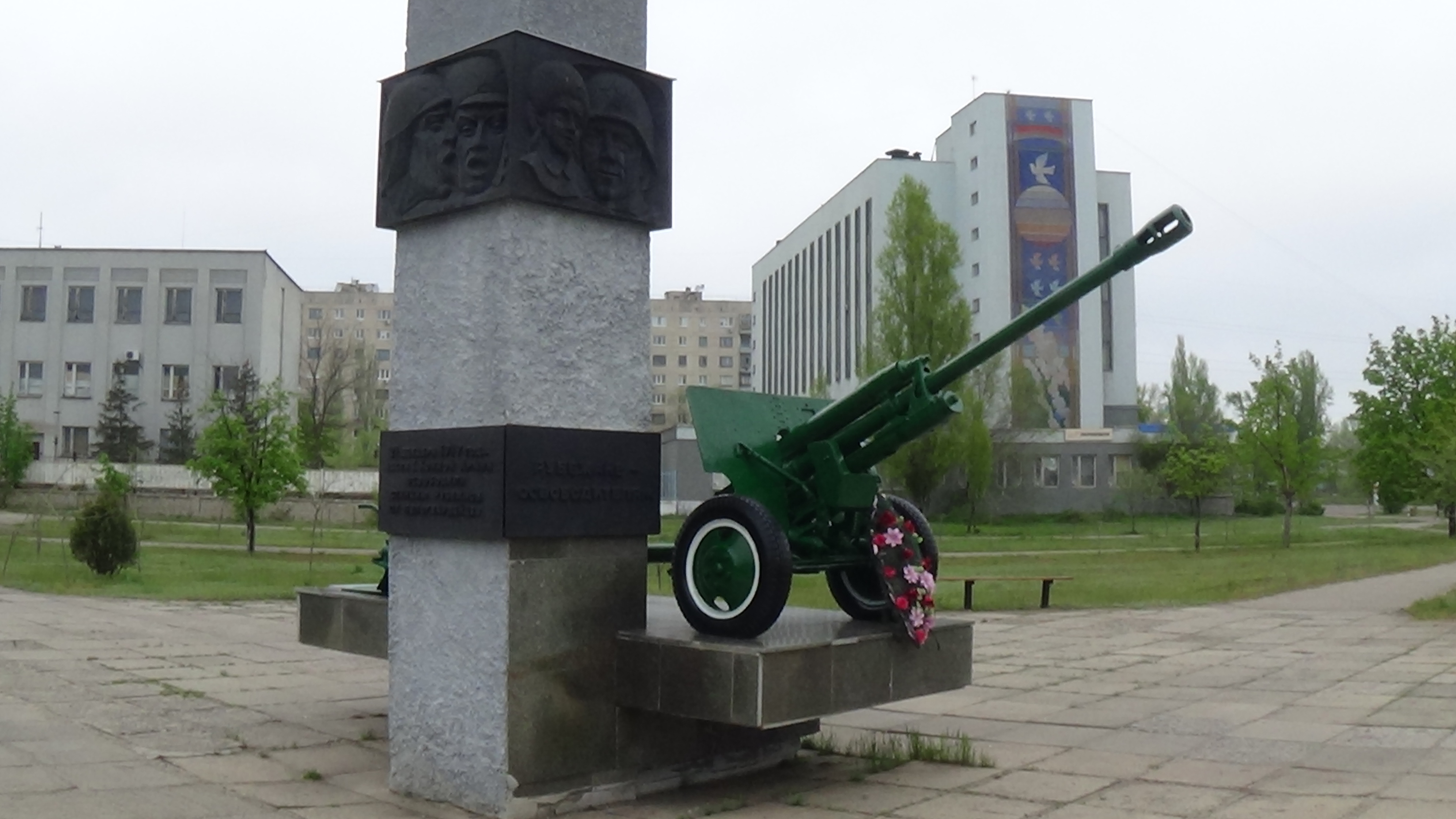
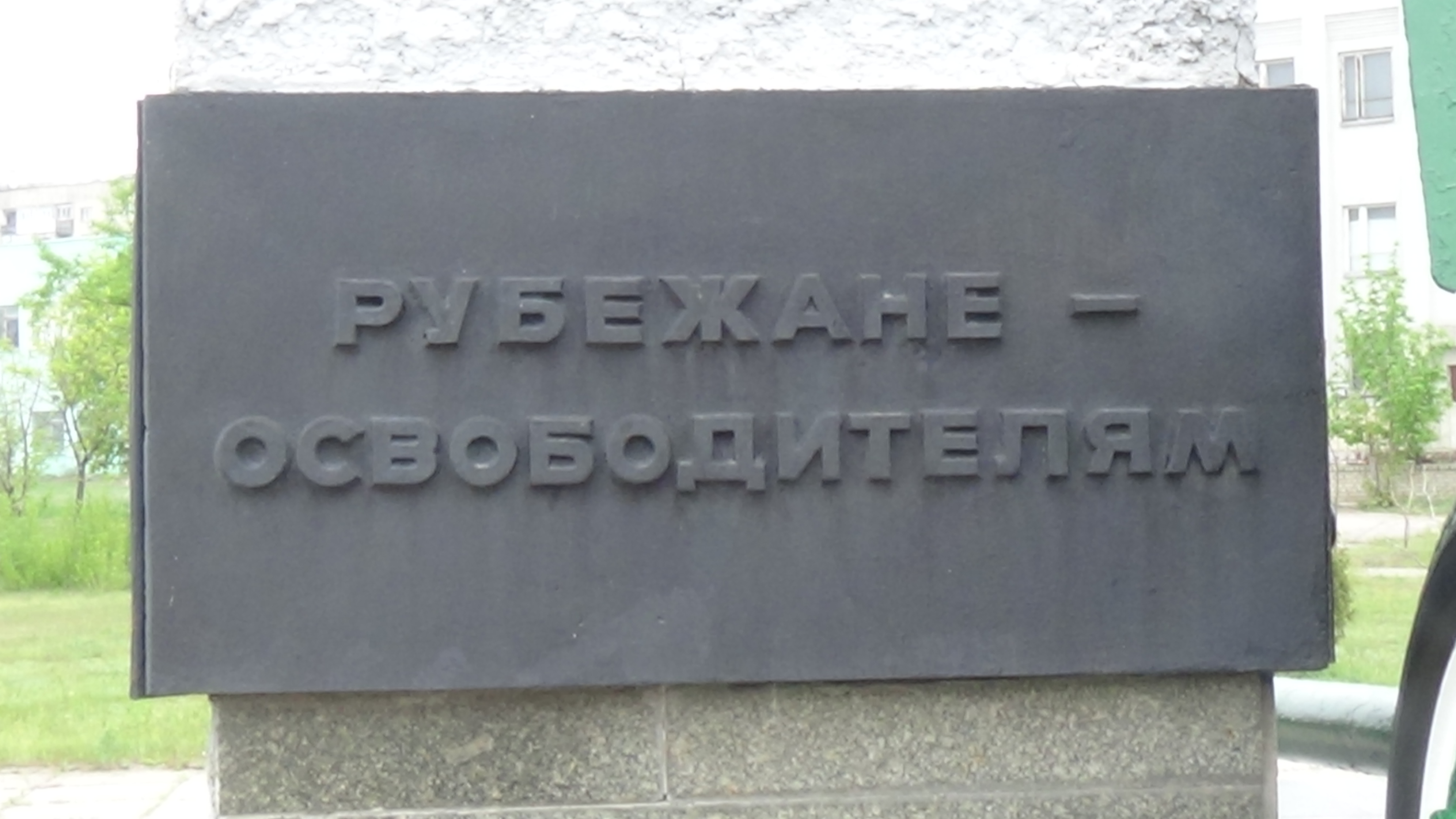
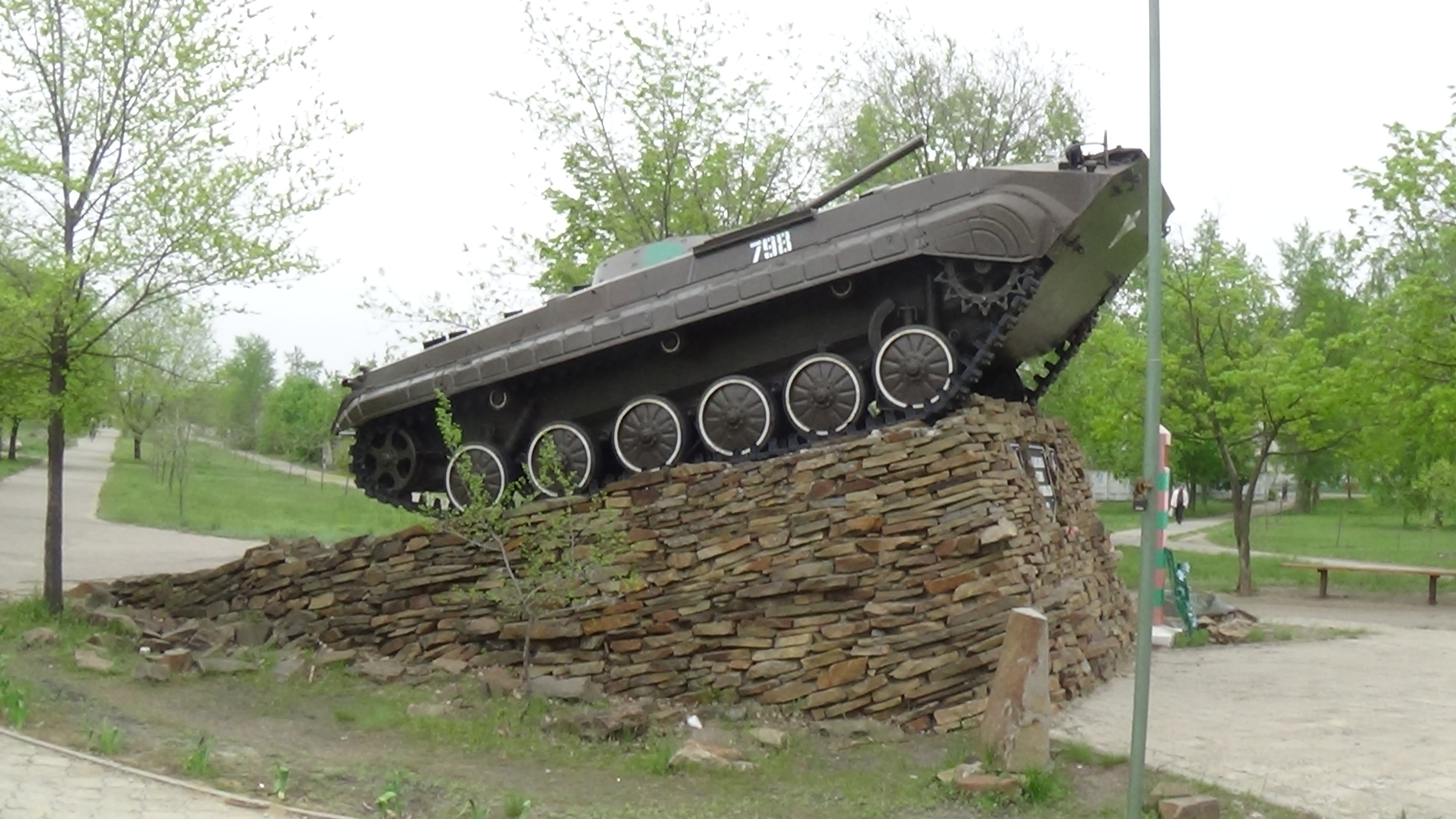
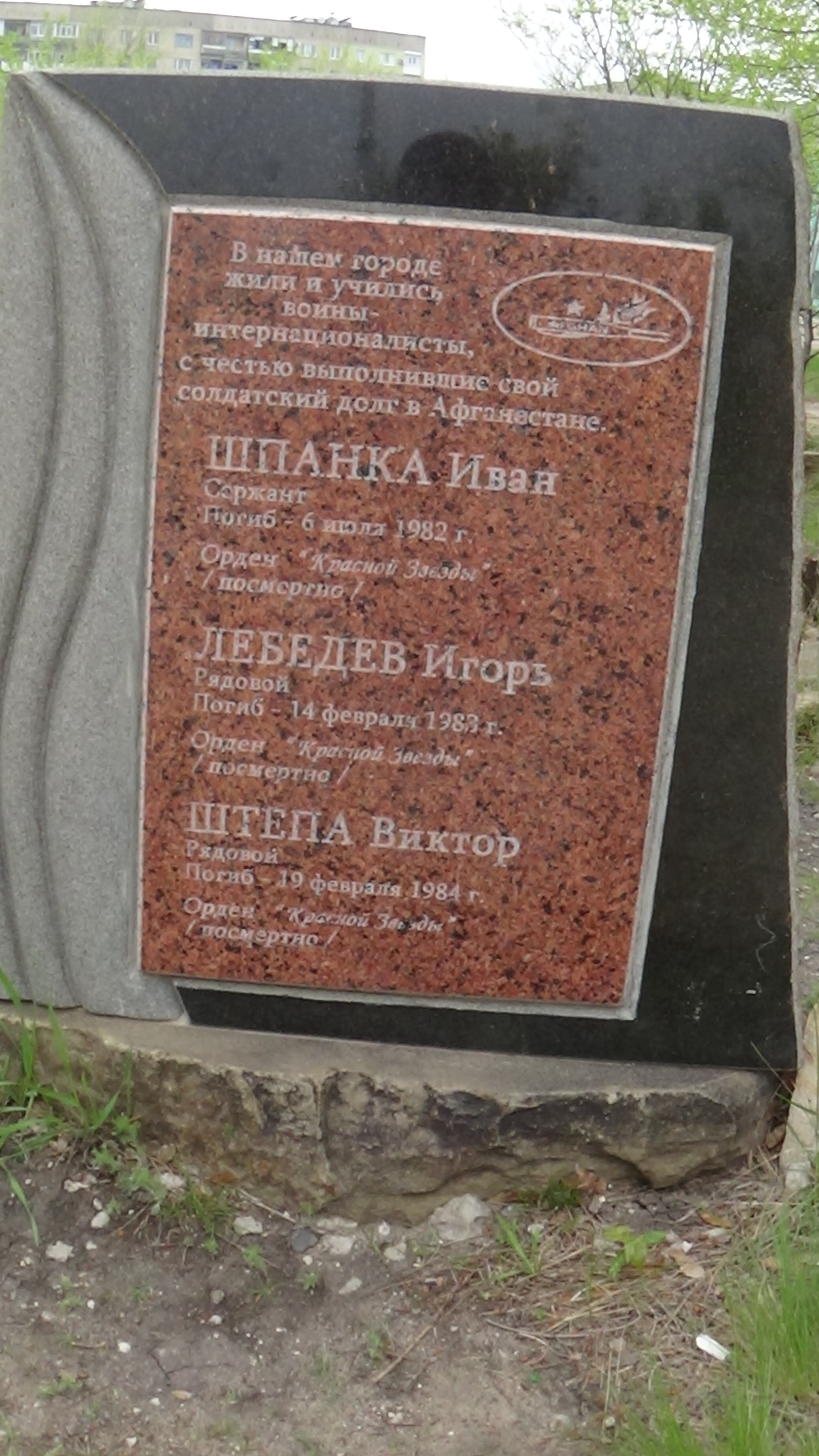
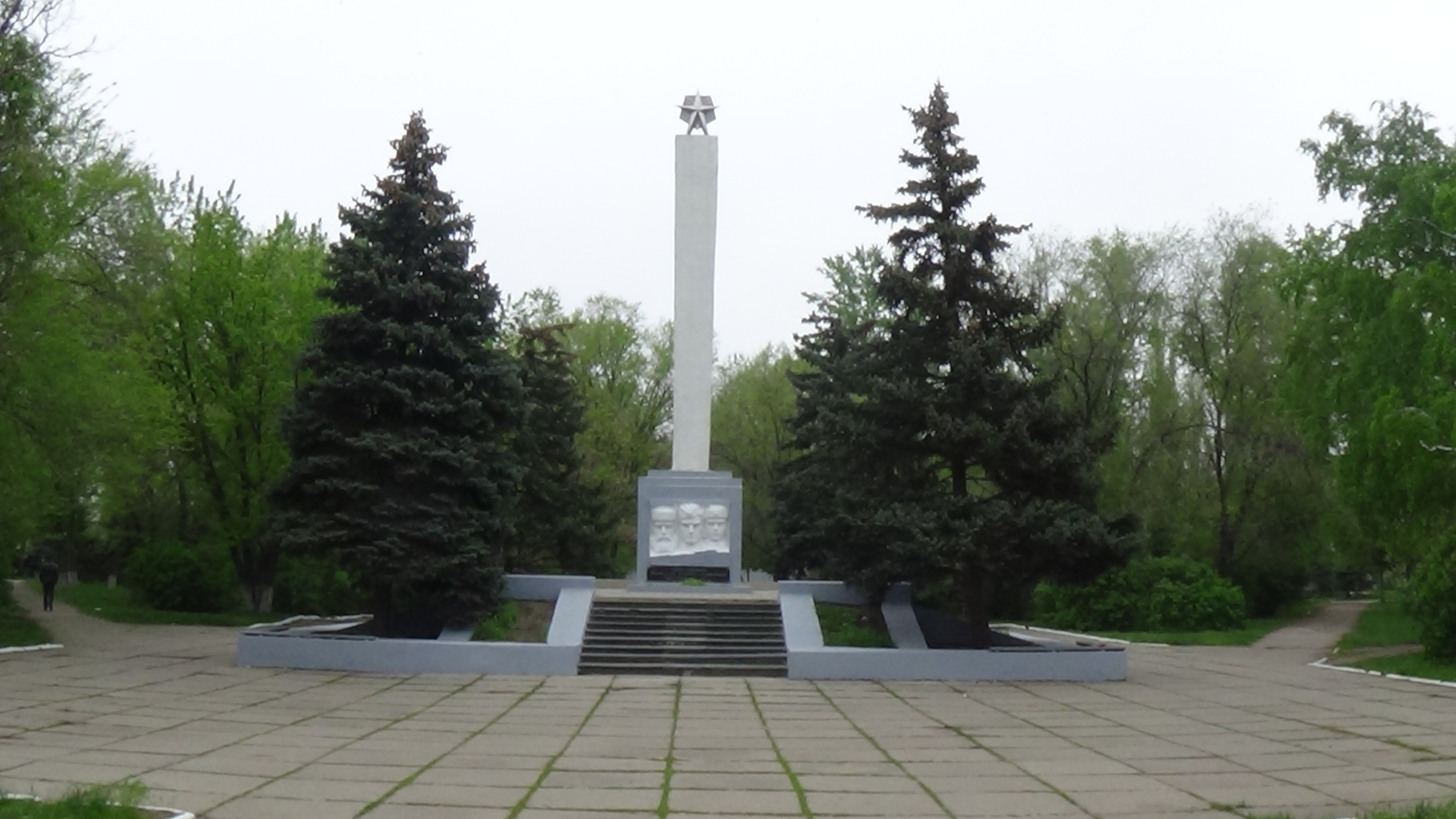
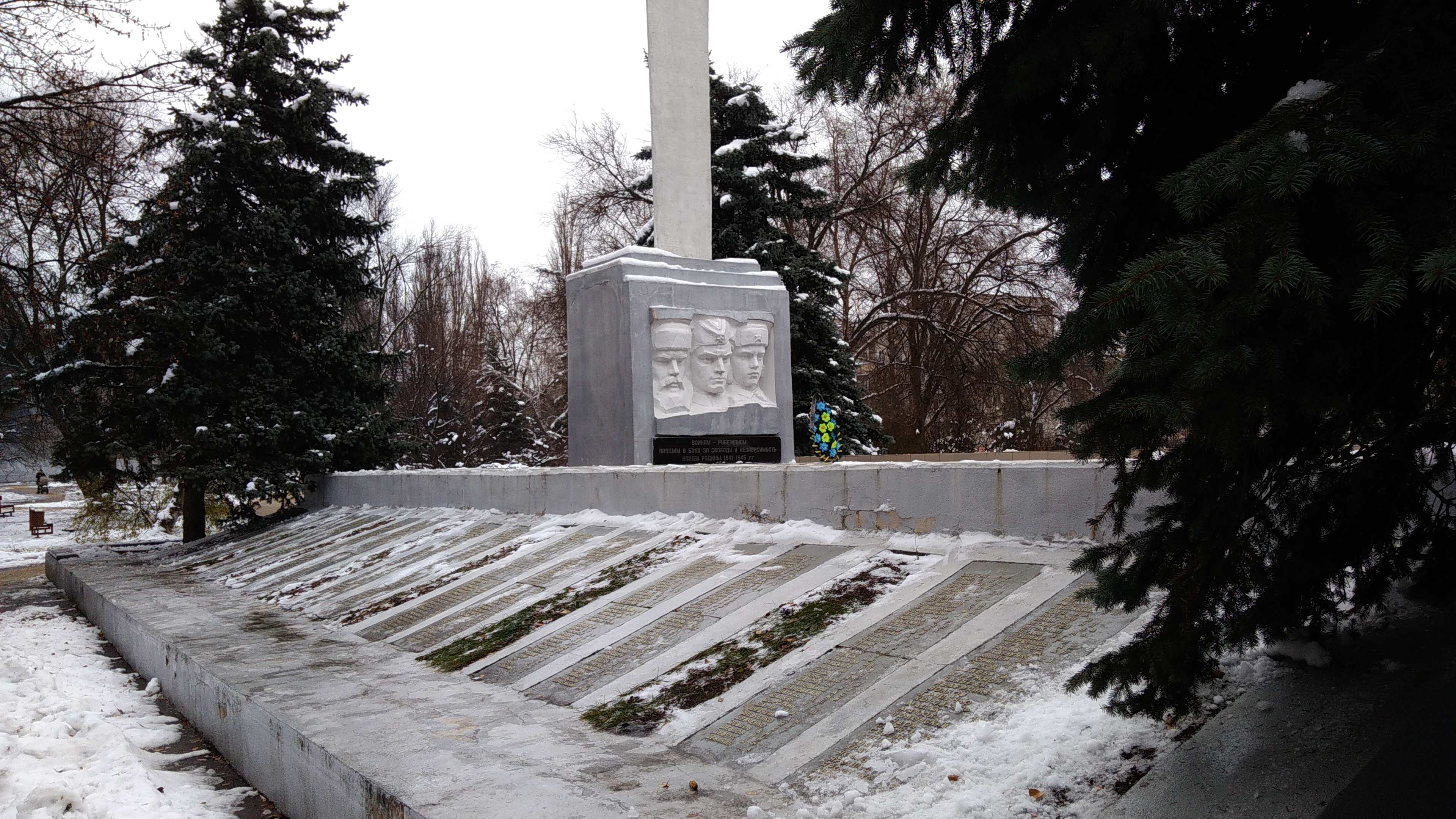

## Релігійні установи
- Християнська помісна церква «Перемога»,УПЦ «Свято-Успенський храм»

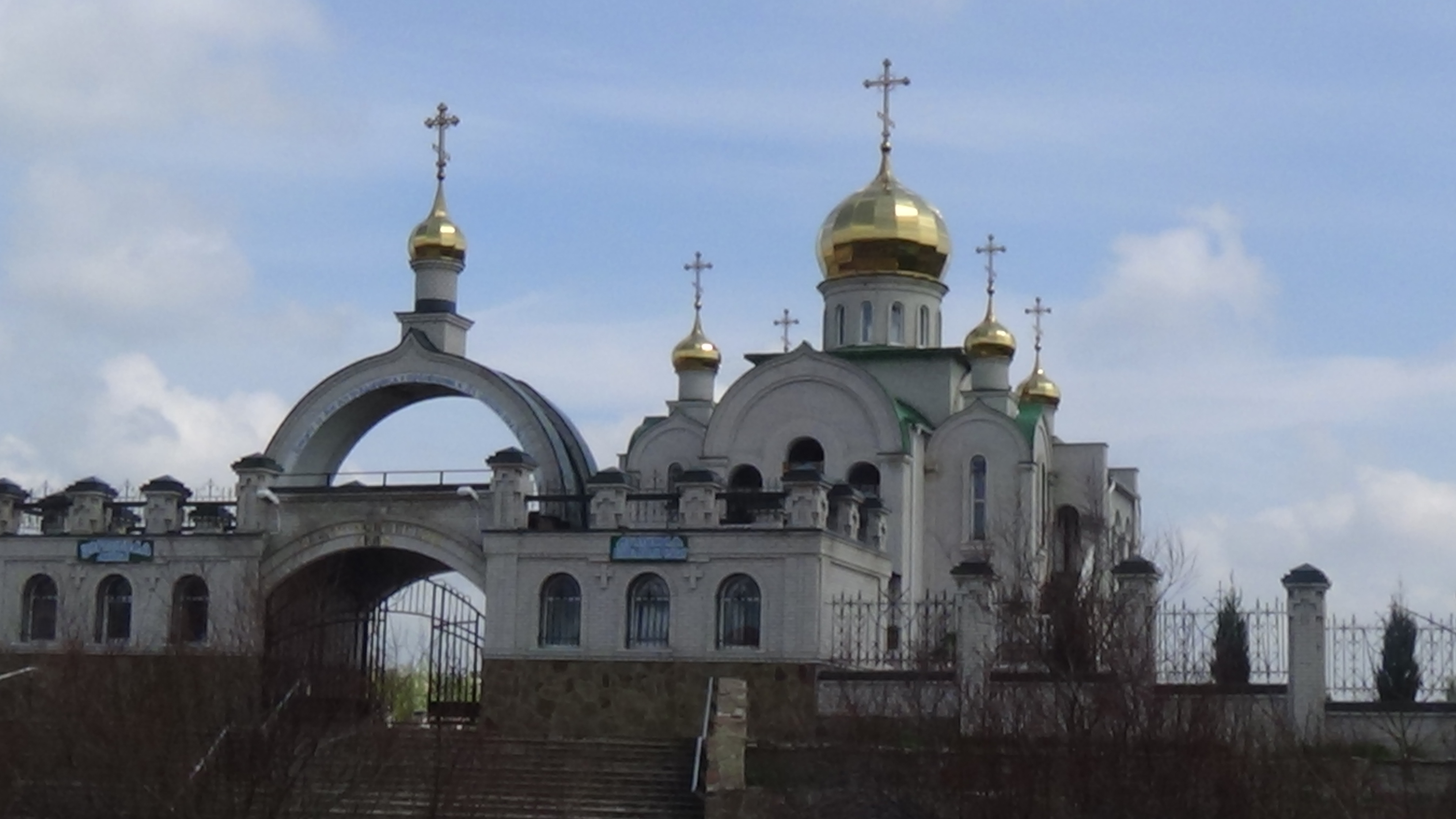
УПЦ «Свято-Успенський храм»

Загалом функціонує 6 церков та 3 молитовні доми. На території міста діють релігійні організації :
- Українська православна церква «Свято-Успенський храм», "Храм на честь ікони Божої матері «Почаївської», «Свято-Георгіївський храм»(усі — Московського патріархату).
- Християнська церква «Джерело життя».
- Християнська церква «Слово життя».
- Релігійна громада християн віри Євангельської «Місто хвали».
- Церква Євангельських Християн-Баптистів.
- Релігійна громада Новоапостольської церкви.
- Місцева юдейська релігійна громада «Шолом».
- Місцева церква Адвентистів сьомого дня.
- Релігійна громада свідків Єгови.

## Спорт
В місті діє міський Центр фізичної культури і здоров'я населення, 2 юнацько-спортивні школи, Палац спорту Луганського національного університету імені Тараса Шевченка. Спортивні споруди:
- Стадіон «Хімік»;
- Стадіон ім. Виноградова А. П.;
- Палац спорту;
- Спорткомплекс;
- 23 спортивних зали;
- 2 тири;
- 3 басейни;2 діючих
- 8 тренажерних залів;
- 85 спортивних майданчиків.

Також у місті існує аматорський футбольний клуб СК «Зоря Рубіжне», який у сезоні 2016 року представляв місто на Відкритому чемпіонаті Донецької області, а у поточному сезоні (2017) бере участь у чемпіонаті Луганської області з футболу. Як домашні, заявлені стадіони ім. Виноградова А. П. у південній частині міста та з 2017 року стадіон «Хімік».
У 2019 відкриті спортивні майданчики на пляжі Забіркіне.

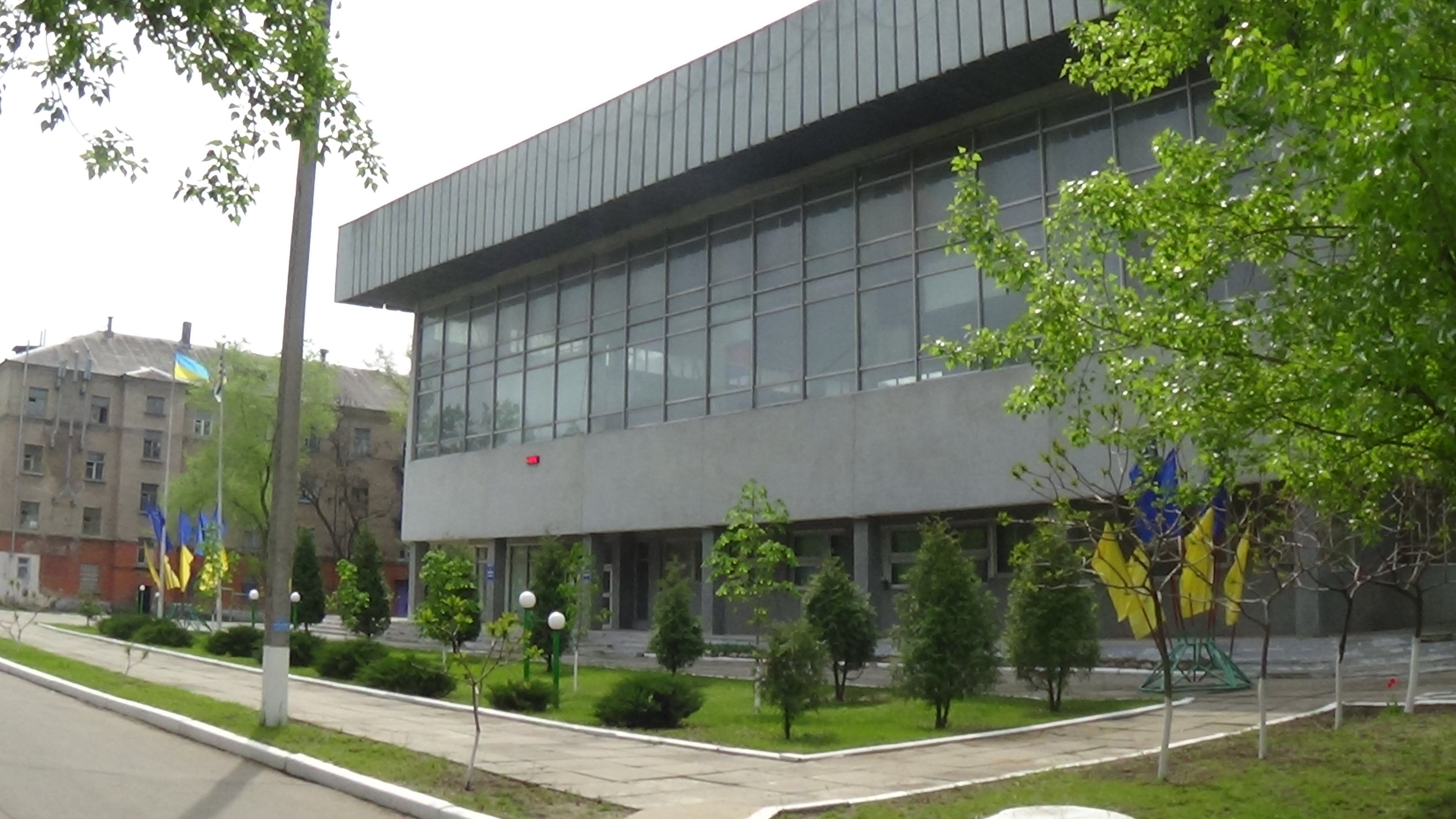
Спорт комплекс
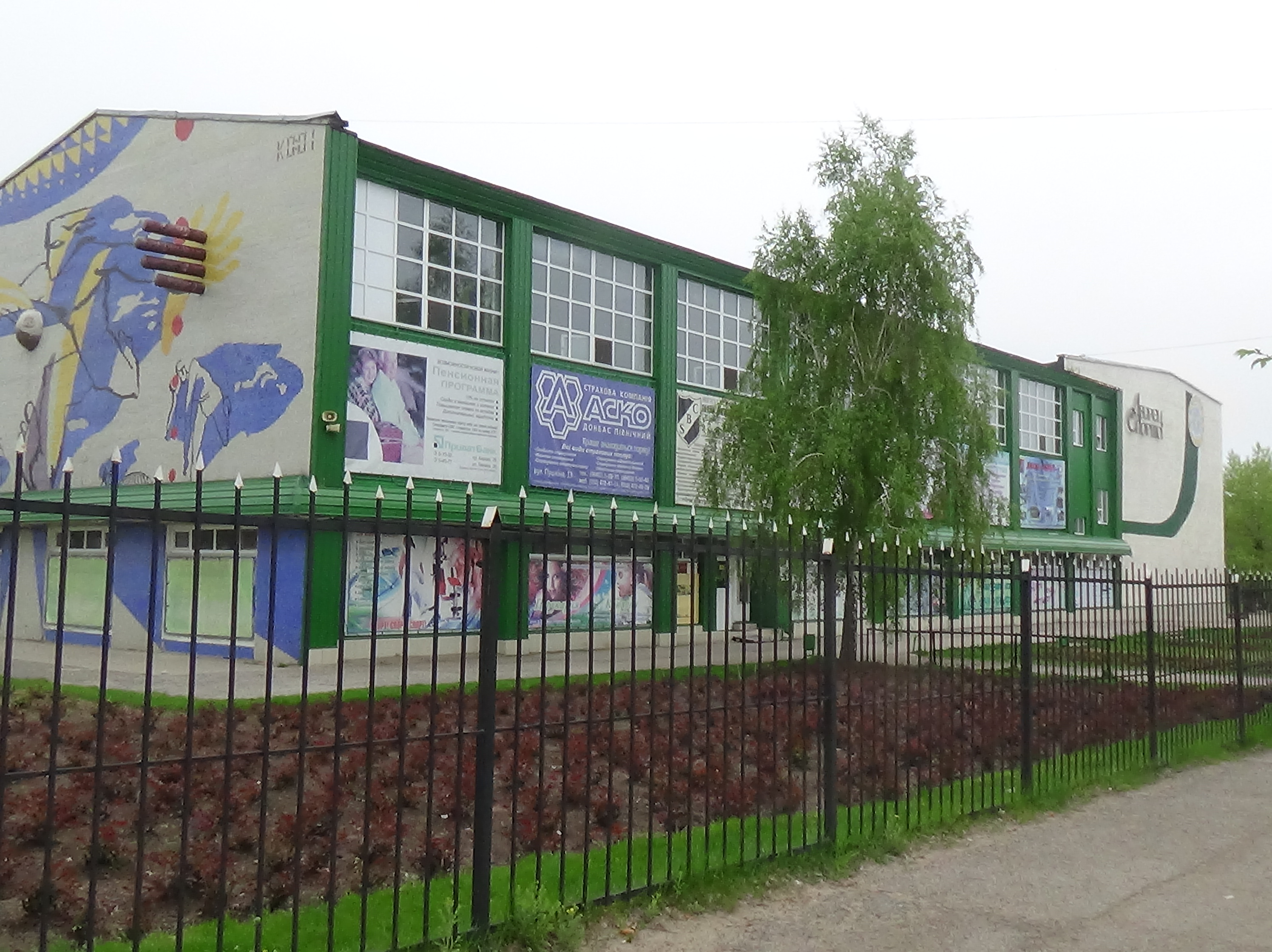
Палац спорту
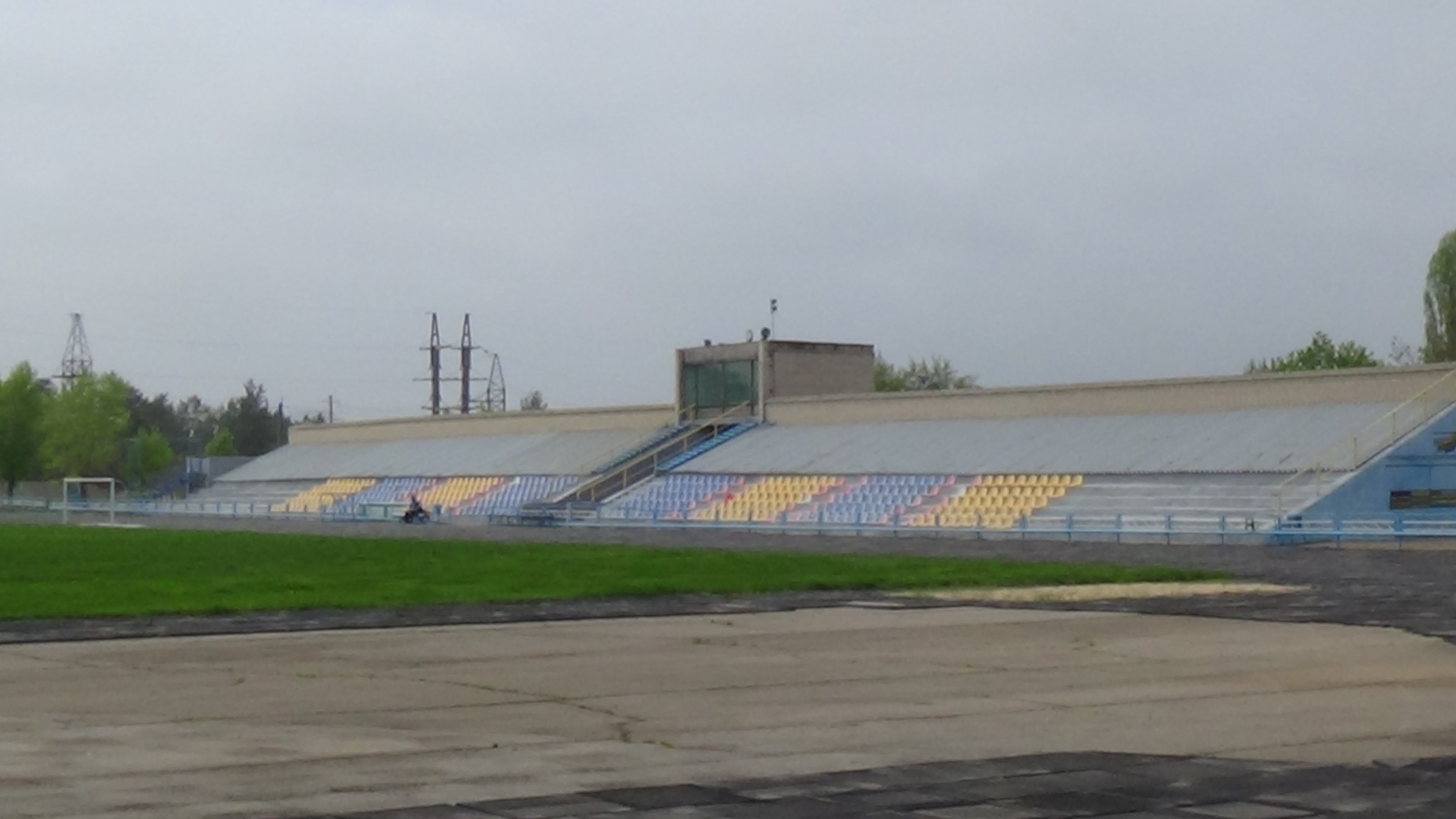
Стадіон ім. Виноградова
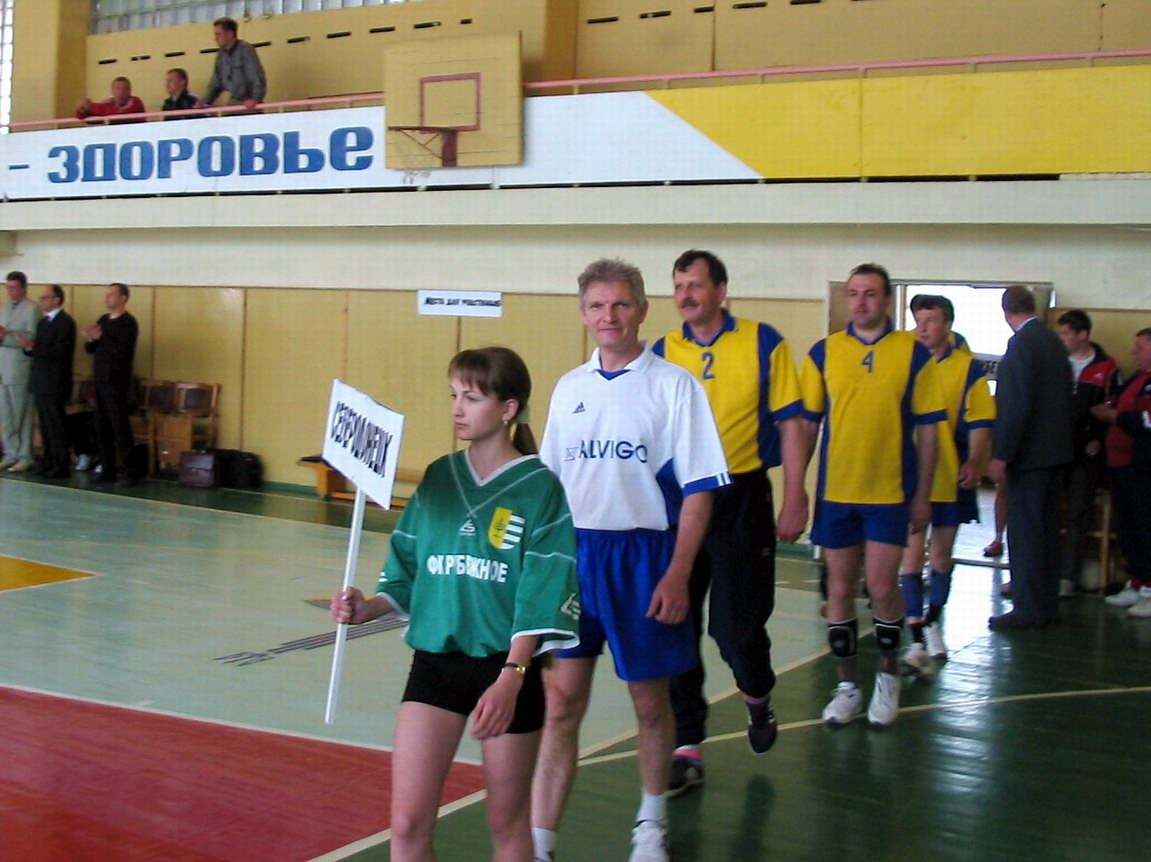
Змагання з волейболу 2005
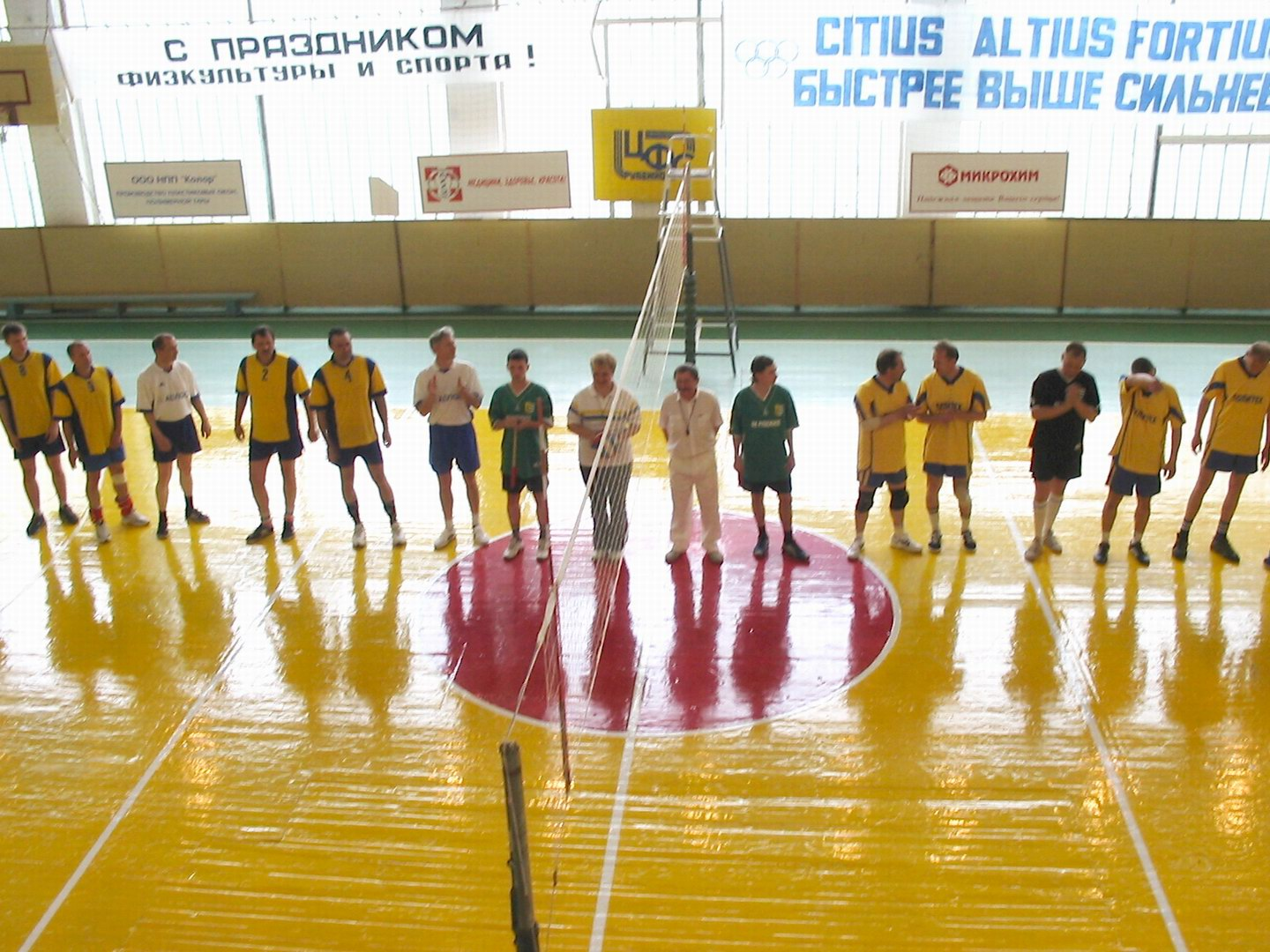
Волейбол (Южна) 2005
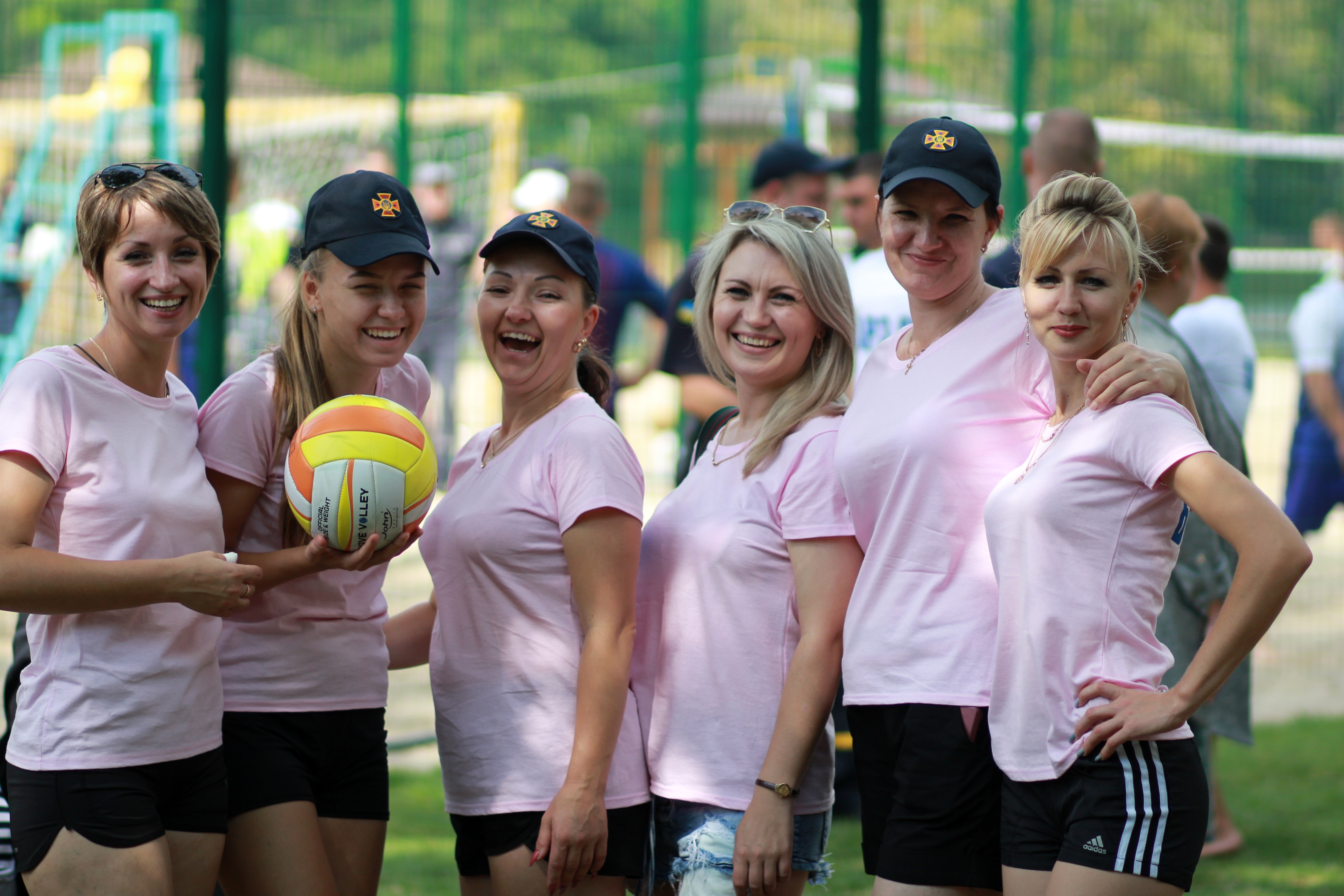
Волейбол. Южанський пляж 2019
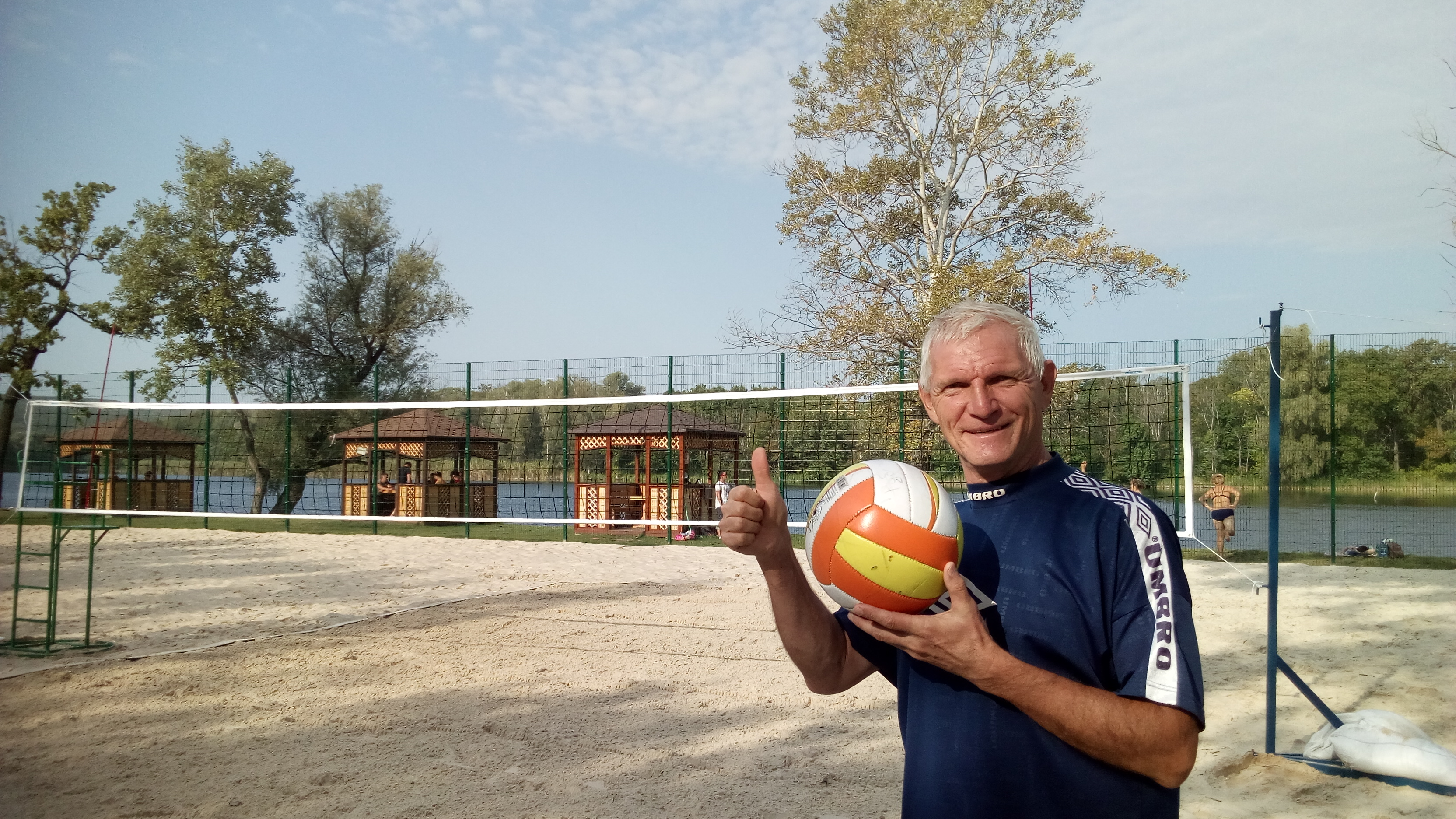
Волейбол на Южанському пляжі
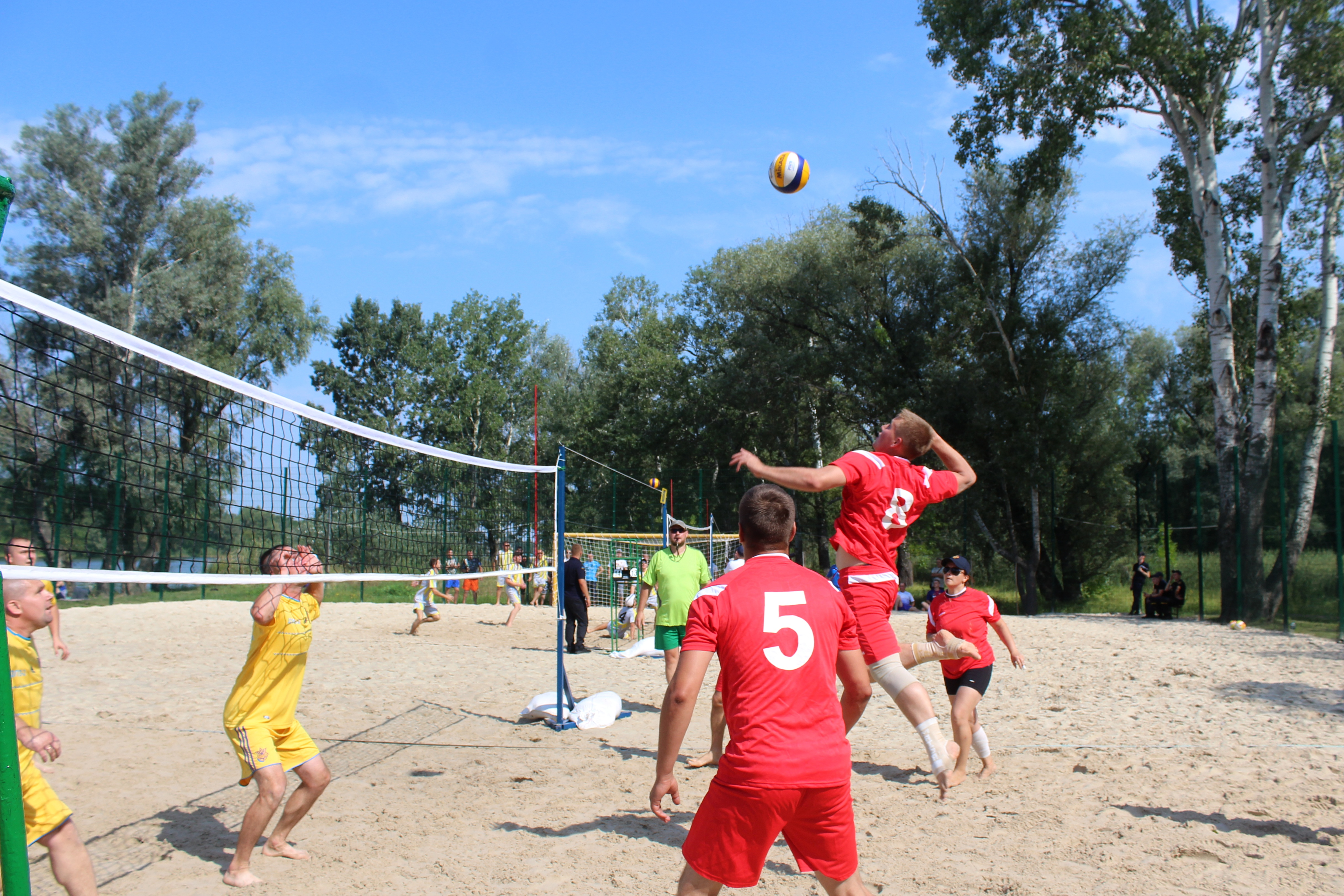
Волейбол на Южанському пляжі
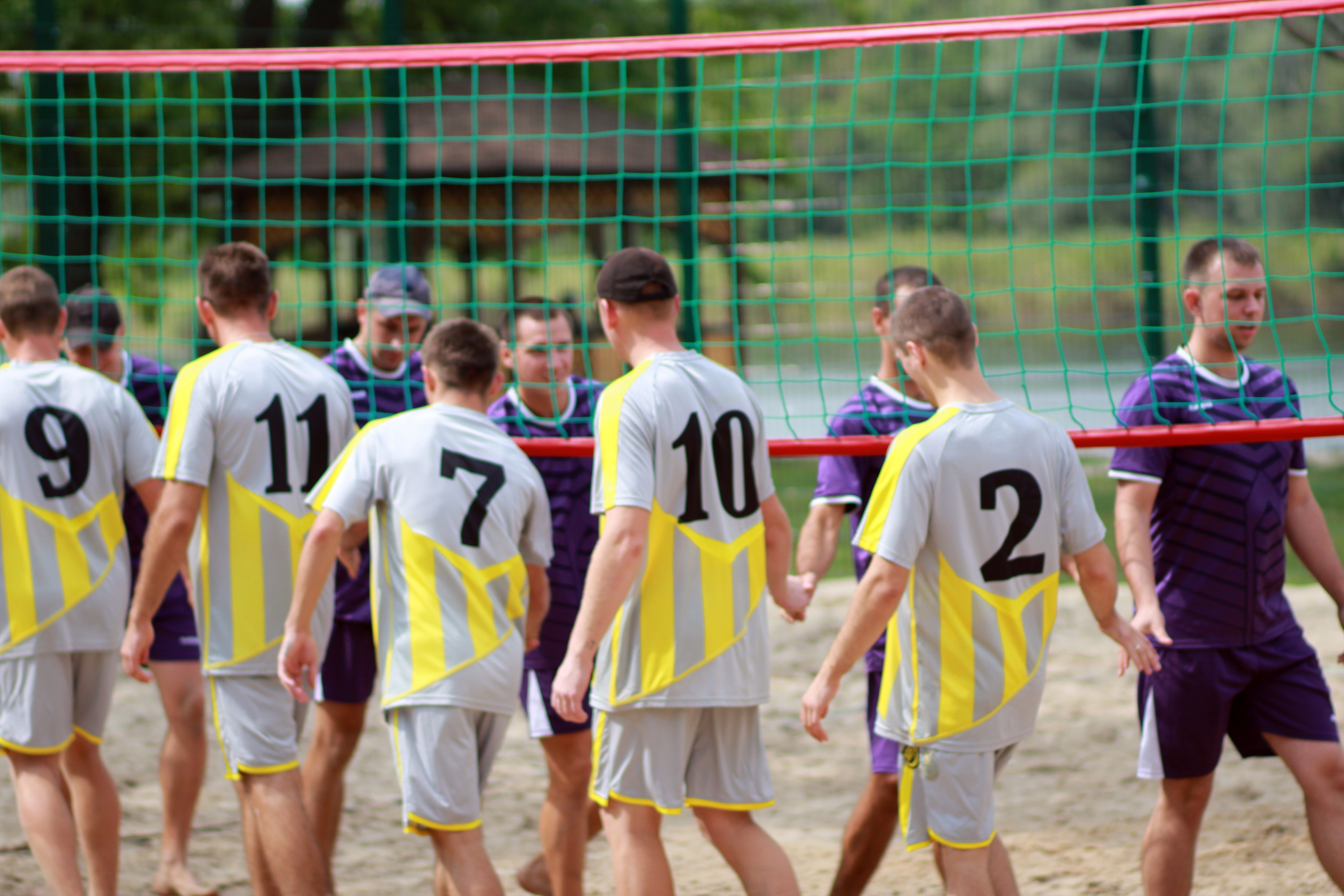
Волейбол на Южанському пляжі

## Місто-побратими
- Долина, Україна

## Відділення поштового зв'язку
- ВПС «Рубіжне-1» індекс 93001
- ВПС «Рубіжне-3» індекс 93003
- ВПС «Рубіжне-7» індекс 93007
- ВПС «Рубіжне-8» індекс 93008
- ВПС «Рубіжне-9» індекс 93009
- ВПС «Рубіжне-10» індекс 93010
- ВПС «Рубіжне-11» індекс 93011
- ВПС «Рубіжне-12» індекс 93012

ВПС «Рубіжне-2» індекс 93002 знаходиться в будівлі управління РКТК, ВПС «Рубіжне-6» індекс 93006 — в будівлі ТОВ ЛЕО (вул. Енергетиків 1-А). Ці відділення не виконують функцію доставляння, але здійснюють прийом комунальних платежів від населення, прийом грошових переказів, поштових відправлень. ВПС «Рубіжне-4», «Рубіжне-5» були зачинені і поки не відновлені. Індексу − 93000 у місті немає, бо немає поштамту.

## Фінансові установи
- Філія Рубіжанського відділення № 3120 ВАТ «Державний ощадний банк України» (10 відділень, 10 банкоматів).
- Рубіжанське відділення ЛОФ АК «Укрсоцбанк» (2 банкомати).
- Рубіжанське відділення ЛОД «Райффайзен Банк Аваль» (1 банкомат).
- Акціонерний комерційний інноваційний банк «УкрСиббанк» в м. Рубіжне (6 банкоматів).
- Рубіжанське відділення ЛФ КБ «Приват Банк» (5 відділень, 12 банкоматів).
- Луганська філія ВАТ АБ «Укргазбанк» відділення № 14 (1 банкомат).
- «Кредитна спілка Сєверодонецьк радіотехніка м. Рубіжне».
- Кредитна спілка «Фінансова кредитна компанія» «Українські кредити».

## Мережі супермаркетів
- АТБ (2 шт.)
- «Семья» (3 шт.)
- Посад
- Prostor
- EVA (2 шт.)
- Фокстрот
- Городок
- «Строитель»
- Аврора (2 шт.)
- 21век (3 шт.)

## Відомі люди
У місті народилися:
- Буряк Борис Спиридонович — український радянський письменник, літературознавець,
- Вагоровський Едуард Миколайович (1965—2022) — Підполковник загинув 24 лютого 2022 року.
- Ємельяненко Федір Володимирович — чемпіон світу зі змішаних бойових мистецтв у важкій і вільній ваговій категорії за версією FNR (2001—2002 роки), у важкій ваговій категорії за версією PRIDE (2003—2007 роки) та WAMMA.
- Задирака Владислав Анатолійович (1997—2022) — солдат Збройних Сил України, учасник російсько-української війни, що загинув у ході російського вторгнення в Україну в 2022 році.
- Жорін Максим Борисович
- Кіященко Вікторія Володимирівна (1984—2022) — солдат Збройних сил України, учасниця російсько-української війни.
- Павлов Сергій Валентинович — український економіко-географ.
- Петров Ігор Андрійович (1998—2018) — старший солдат Збройних сил України, учасник російсько-української війни.
- Смирнов Володимир Вікторович — олімпійський чемпіон з фехтування.
- Титаренко Олексій Георгійович (1986—2016) — солдат Збройних сил України, учасник російсько-української війни.
- Вітовська Анастасія Олександрівна (1998—2019) — українська військовослужбовиця, учасниця російсько-української війни.

Тут у 1927 році Померанчук Ісак Якович, видатний фізик-теоретик, автор теореми Померанчука та Явище Померанчука, закінчив семилітню школу, а у 1929 р. — дворічну фабрично-заводську школу та два роки пропрацював робочим на Рубіжанському хімічному заводі.
Колишній міністр палива та енергетики Юрій Бойко працював на Рубіжанському казенному хімічному заводі «Зоря», нині прописаний в місті Рубіжне.

## Засоби масової інформації
- газета Рубіжанські новини (офіційна) — тираж 4820 екз.;
- газета Вестник недели — тираж 8850;
- газета оголошень Ринок (безкоштовна);
- електронна газета Час пик.
- інтернет видання «Трибун»
- інтернет оголошення «Рубіжборд24»

## У літературі
Назва міста згадується в поемі Володимира Сосюри «Червона зима», а назва Рубіжанського району в романі О. Фадєєва «Молода гвардія».